# Ефремов (город)
Ефре́мов — город (с 1777 года) в Тульской области России.
Административный центр Ефремовского района (с 1924 года) и соответствующего муниципального образования город Ефремов со статусом городского округа (с 2014 года). В 1727—1924 годах — уездный город Ефремовского уезда Тульской губернии, в 1951—2006 годах — город областного подчинения.
Является крупным центром в сфере экономики, промышленности, транспорта, культуры, истории и туризма на территории Тульской области.
Имеет статус моногорода Российской Федерации.

## Этимология
Основан в 1637 году как крепость, название было дано по календарному личному имени Ефрем. С 1777 года — город Ефремов.

## История

### Город-крепость

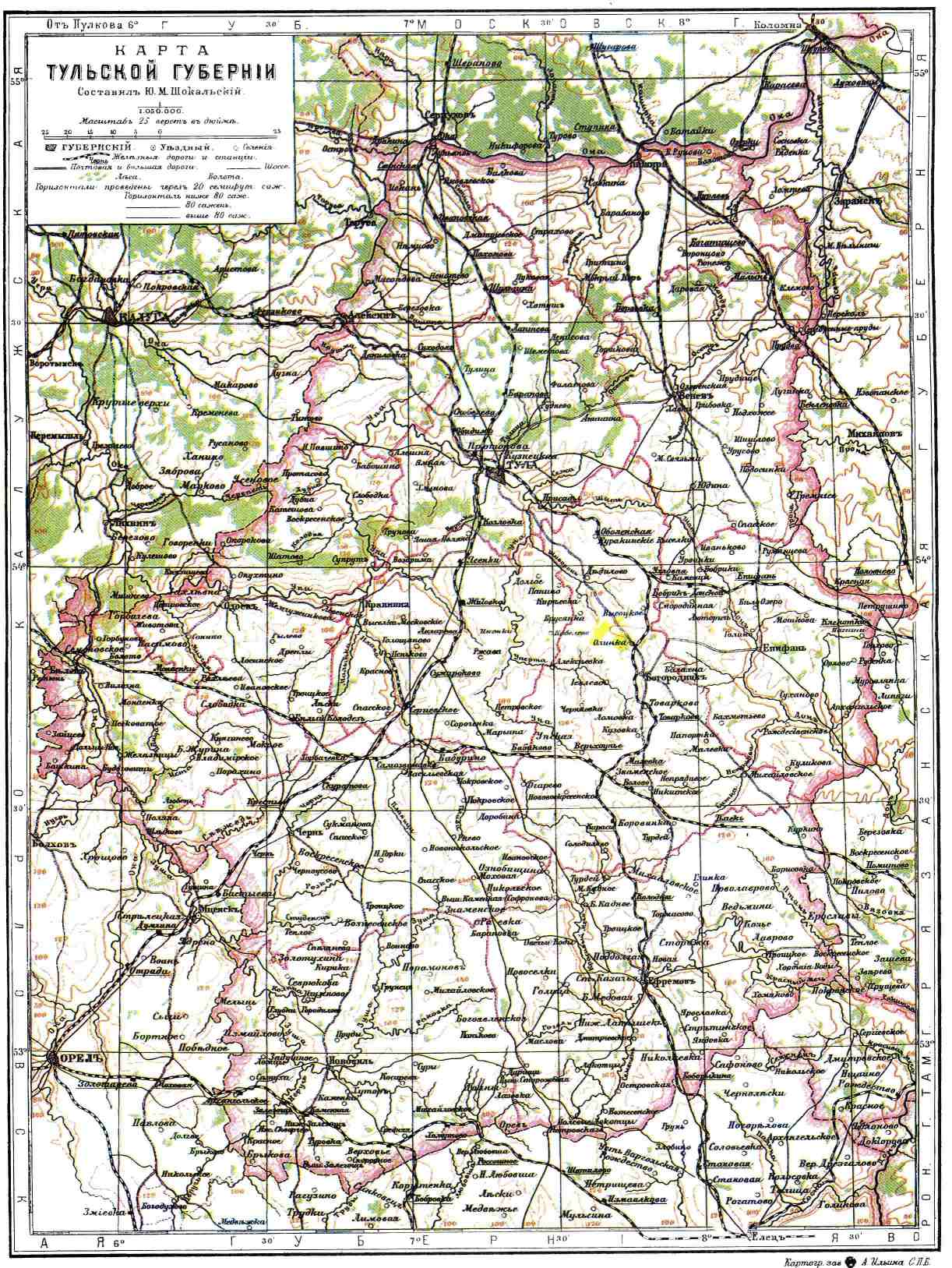
Карта Тульской губернии

Появление оседлого населения на территории Ефремова относится к концу XVI века. Немногочисленные «охочие люди» занимались бортничеством. Тот или иной участок лесных угодий получал наименование по личному имени или прозвищу владельца. Одним из таких участков был Ефремовский (Офремовский) лес. В годы военно-аграрной колонизации территорий Черноземья в XVII веке владельцем Ефремовского леса становится дворянин Иван Тургенев, который в 1630-х годах основал деревню Ефремовскую (по другим данным — сельцо Ефремовское).
По указу царя Михаила Фёдоровича в 1637 году была произведена реконструкция Тульской засечной черты, в ходе которой в Ефремовской был построен дубовый острог. Крепость заселялась в основном детьми боярскими и городовыми казаками, которые несли службу по охране рубежа и получали за это поместья в окрестностях города. Приток крестьян в Ефремов поначалу носил добровольный характер (жители городков имели ряд налоговых льгот). Ефремовская крепость существовала до 1680-х годов, после чего обветшавшие бревенчатые стены были снесены.
В 1666 году через Ефремов проходили «самовольством» из Воронежа «на государеву службу» в Москву казачьи отряды будущего сподвижника Степана Разина атамана Василия Уса.

### Уездный город
При Петре I все населявшие город служилые люди, не являвшиеся дворянами, были переведены в разряд государственных крестьян-однодворцев. Принадлежащие им земли постепенно передавались в собственность помещиков, которые заселяли их крепостными. Во время подготовки Азовских походов через Ефремов на юг тянулись обозы, с боеприпасами с оружием для строящейся в Воронеже флотилии. Проезжал через город со своими сподвижниками сам царь Пётр I. Это первый глава государства, который побывал в Ефремове.
15 января 1731 года из местных однодворцев и казённых крестьян — потомков служилых людей — был сформирован конный Ландмилицкий полк Украинской ландмилиции, который 21 марта 1732 года поселён в Ефремовской крепости на Украинской линии. С 11 декабря 1732 года — Ефремовский Ландмилицкий полк Украинской ландмилиции. 19 марта 1736 года полк вошёл в состав Украинского Ландмилицкого корпуса. 15 декабря 1763 года полк был расформирован.
В административном отношении с момента создания Петром в 1708 году губерний Ефремов вошёл в состав Азовской губернии (в 1725 году Азовская губерния была переименована в Воронежскую). При разделении её на провинции в 1719 году Ефремов стал уездным городом Елецкой провинции.
В 1777 году Ефремов включили в состав Тульского наместничества (губернии). В 1781 году Ефремовский уезд был расширен за счёт земель, отрезанных от Елецкого, Новосильского, Донковского и Епифанского уездов.
8 марта 1778 года Екатериной II был утверждён герб города Ефремова, отразивший главное в его экономике того периода (используемый и поныне).
В 1779 году началась перестройка города по регулярному плану с ликвидацией сохранявшегося с XVII века слободского деления. Поскольку к этому времени Ефремов был центром аграрного района, на гербе города были изображены «три плужных сошника серебряные, показующие упражнение народа сей страны в земледелии». Основой экономики Ефремова (как и других городов Черноземья) была торговля зерном. На его производстве было занято практически всё крепостное население Ефремовского уезда. Ещё с 1765 года ради снижения потребления зерна крестьянами в уезде начинает внедряться картофель.
На начало XIX века в городе жило 1816 человек, в основном мещан. В 1827 году М. Ю. Лермонтов останавливался в Ефремове, в особняке, принадлежащем Арсеньевым, расположенном на пересечении нынешних улиц К. Маркса и Комсомольской, а 16 мая 1830 года через город проехал русский поэт, драматург и прозаик Александр Сергеевич Пушкин, следовавший в Арзрум.
Появление в 1830-х годах в Ефремове мануфактур и небольших заводов привело к росту численности его населения до 3 тысяч человек (1835). В городе существовало 18 малых предприятий, производивших пиво, кирпич, мыло, свечи, воск, сало и кожи; на них работало 83 человека. После отмены крепостного права в 1861 году многие крестьяне из нищего и аграрно перенаселённого Ефремовского уезда начали уходить на заработки на тульские заводы, в Москву, переселялись в районы нового аграрного освоения (Слобожанщина). После строительства в 1868—1869 годах железной дороги Москва — Тула — Орёл — Курск Ефремов начал быстро приходить в упадок, поскольку зерновая торговля переориентировалась на железнодорожные перевозки.

### Торгово-промышленный центр
В 1874 году через Ефремов прошла железная дорога Тула — Елец (изначально планировалось, что пути дойдут до Воронежа, однако этого так и не произошло). Дорога оживила зерновую торговлю и способствовала развитию в городе перерабатывающих производств — мукомольного и винокуренного. Иные виды промышленной деятельности в городе не развивались, Ефремовский уезд оставался нищей аграрной глубинкой. Зерновая торговля в Ефремове сильно пострадала после появления в 1890 году у лежащих к востоку Лебедяни, Раненбурга и Данкова собственного железнодорожного сообщения. В 1888 году был объявлен банкротом местный общественный банк, в 1891—1892 годах и в 1898 году в Ефремове и уезде был массовый голод.
Город упоминается в рассказах И. А. Бунина, И. С. Тургенева, Л. Н. Толстого, К. Г. Паустовского.
Перепись населения 1897 года насчитала в Ефремове 9038 человек (в 1861 году было 10,5 тыс.), более трети из которых являлись крестьянами. Из 1221 жилого дома в городе три четверти были деревянными. На небольших предприятиях в городе и уезде работали 892 человека, в среднем по 15 человек на заводе. В том же 1897 году было заложено здание духовного училища (ныне средняя школа № 1). В 1900-х годах было проведено благоустройство территории города: появилось уличное освещение, построен водопровод, в 1909 году открыт кинотеатр. Население Ефремова к 1914 году достигло 14,5 тыс. человек, преобладающим типом застройки стали двухэтажные дома с кирпичным первым этажом и деревянным вторым, крытые жестяными листами. В городе активно развивалась розничная торговля, главными торговыми улицами были Подьяческая, Дворянская и Московская (сейчас Красноармейская, Карла Маркса и Свердлова соответственно).
На территории бывшего Ефремовского уезда до сих пор проживает отдельная этнографическая группа русских — новосильских казаков, которая подтверждается исследованиями, проведёнными в начале XX века известным профессором-лингвистом Е. Ф. Будде, петербургским этнографом Н. М. Могилянским и новосильским писателем, этнографом и краеведом В. Н. Глаголевым, а также другими источниками.

### Ефремовское уездное земское собрание
В конце XIX — начале XX веков в России стало активно развиваться местное самоуправление и город Ефремов тоже не исключение. В 1864 году создаётся Ефремовское уездное земское собрание. Одним из первых решений, принятых уездным земским собранием — «Ходатайство о строительстве железной дороги от г. Ельца до соединения её с Орловско-Тульской железной дорогой» (1866 год).
В последние годы существования Ефремовского уездного земского собрания большой вклад в развитие сделали: А. А. Арсеньев, князь А. Н. Лобанов-Ростовский, Д. Д. Оболенский, П. И. Шаховской В связи с Октябрьской революцией 1917 года Ефремовское уездное земское собрание прекратило своё существование.
Ефремовское уездное земское собрание располагалось на углу улиц Гоголя и Большой Московской (ныне ул. Свердлова). Здание сохранилось до сих пор и является памятником архитектуры.

### Советская индустриализация
16 (29) января 1918 года в Ефремове и Ефремовском уезде была установлена Советская власть.
После установления Советской власти Ефремов стал опорным пунктом хлебозаготовок для снабжения продовольствием рабочих Тулы. Попытки проведения продразвёрстки в уезде саботировались местными властями, поскольку нищий уезд сам остро нуждался в зерне. Во время крестьянского восстания 1919 года местный гарнизон отказался подавлять его и был заменён отрядами из Тулы. Экономика города пришла в упадок, к 1926 году в Ефремове жило 10 тыс. человек — на треть меньше, чем в 1914 году. Пищевая промышленность города частично ожила в годы НЭПа, но не могла развиваться из-за дефицита сырья — ввиду крайней нищеты и аграрного перенаселения сельское хозяйство стало полунатуральным, треть хозяйств не имели лошадей.
После коллективизации основной отраслью промышленности города стала переработка картофеля и зерна в этиловый спирт (промышленное производство создано в 1934 году). В 1933 году в Ефремове был запущен завод синтетического каучука, первые десятилетия работавший на этиловом спирте. Для снабжения завода электроэнергией была построена Ефремовская ТЭЦ, проведена реконструкция железной дороги (магистраль Москва — Донбасс). В городе развивается централизованная сфера обслуживания, население Ефремова растёт (26,7 тыс. в 1939 году).

### Период Великой Отечественной войны

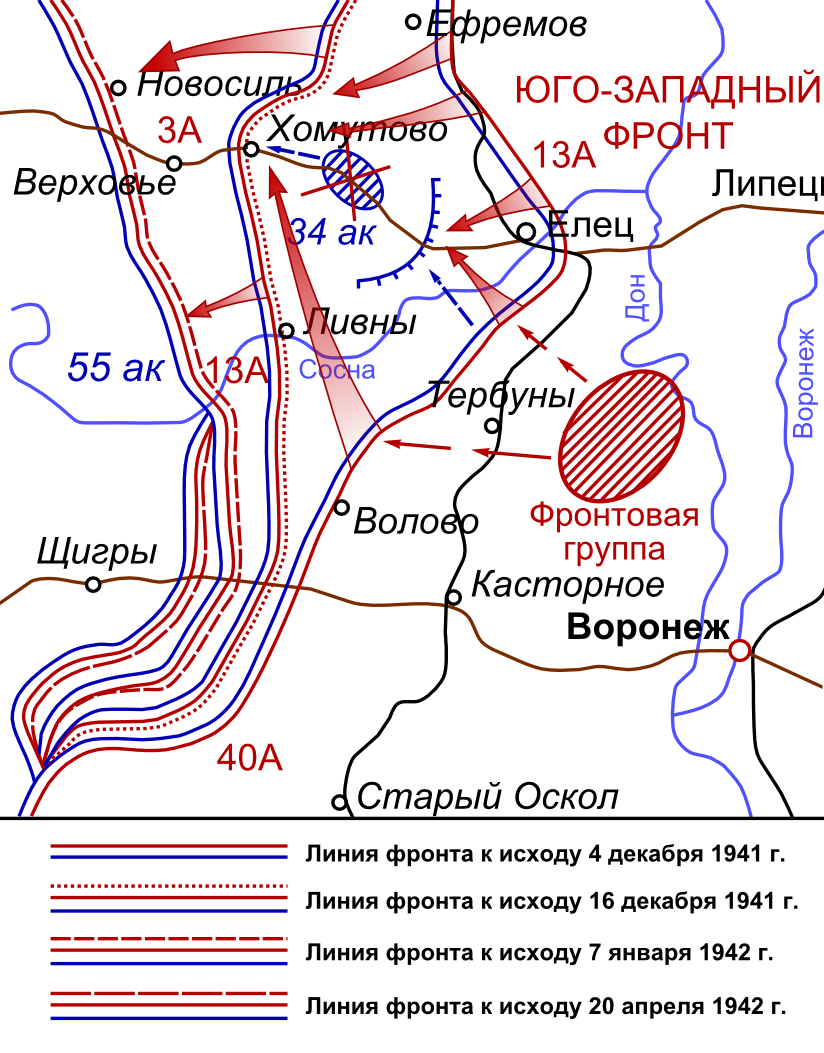
Боевые действия на юго-западном направлении в период с декабря 1941 по апрель 1942 года

С 3 по 13 ноября 1941 года в ходе боёв в районе Тёплого немецкий 53-й армейский корпус при поддержке танковой бригады Г. Эбербаха отбросил советские войска обратно к Ефремову, захватив при этом более 3000 пленных и значительное количество орудий.

20 ноября 1941 года немецкая 18-я танковая дивизия после упорных уличных боёв заняла город Ефремов и удержала его, несмотря на контратаки советских войск.
Освобождён 13 декабря 1941 года в ходе Елецкой операции частями 283-й стрелковой дивизии (командир — полковник А. Н. Нечаев) и 6-й гвардейской стрелковой дивизии (командир — генерал-майор К. И. Петров), действовавшими в составе 3-й армии Юго-Западного фронта.

### Послевоенные годы
В послевоенные годы индустриализация Ефремова продолжилась. В начале 1960-х методом комсомольской стройки была построена и запущена первая очередь производства синтетического каучука СКД на ордена Трудового Красного Знамени заводе синтетического каучука имени академика Лебедева, а в середине 1970-х построена и запущена вторая очередь производства синтетического каучука СКД. В 1970 году завод технического спирта был преобразован в биохимический завод. В 1982 году запущен Ефремовский химический завод, производящий серную кислоту и минеральные удобрения. В начале 1980-х построен и введён в эксплуатацию Ефремовский глюкозо-паточный комбинат, рядом с которым возведён новый микрорайон. В 1960—1970-х гг. в связи с увеличением населения города построены три микрорайона типовых пятиэтажных домов (1-й, 2-й и 3-й микрорайоны), проведена реконструкция центра города. В 1985 году через Ефремов прошёл газопровод Уренгой — Помары — Ужгород. Во второй половине 1980-х построен Юго-Западный микрорайон.

### Облик города в семидесятые годы
Площадь под общественными садами и парками увеличилась, по меньшей мере, раз в десять сравнительно с дореволюционными временами. Асфальтирование улиц и их регулярный полив летом покончили с пылью.
По генеральному плану, переработанному в 1966 году, кварталы исторической части города укрупнялись за счёт ликвидации небольших поперечных улиц. Более свободная застройка с несколькими девятиэтажными домами сформировала и сделала гораздо выразительней облик города с южной стороны. Исторически значимые здания сохранялись и брались под охрану.
С началом 9-й пятилетки (1970 год) город шагнул за Мечу на елецкую сторону. На правом её берегу, за зелёным поясом коллективных садов, заложено близ Иноземки новое крупное предприятие — глюкозопаточный комбинат. По соседству с ним в южной промышленной зоне расположен ещё ряд значительных объектов: завод микробиологических средств защиты растений, домостроительный комбинат, база по производству нестандартного санитарно-технического оборудования.
В старой, северной промышленной зоне разместился завод синтетического каучука изделий, хлебзавод, молокозавод, опытно-механический завод по производству нестандартного оборудования и другие предприятия.
Близ Богово возник ещё один новый жилой микрорайон.

## Физико-географическая характеристика
Город расположен на реке Красивая Меча (приток Дона), в 318 км к югу от Москвы и в 144 км от Тулы на железнодорожной магистрали Москва — Донбасс (станция Ефремов Московской железной дороги).
Город Ефремов, как и вся Тульская область, находится в часовой зоне, обозначаемой по международному стандарту как Moscow Time Zone (MSK). Смещение относительно UTC составляет +3:00.
| С-З | Тула ~ 144 км Щёкино ~ 118 км.    | Москва ~ 318 км Богородицк ~ 85 км. | Рязань ~ 242 км Новомосковск ~ 112 км. | С-В |
| З   | Мценск ~ 130 км Орёл ~ 166 км     | Роза ветров                         | Данков ~ 75 км Чаплыгин ~ 144 км.      | В   |
| Ю-З | Новосиль ~ 116 км Ливны ~ 120 км. | Елец ~ 66 км Воронеж ~ 200 км.      | Лебедянь ~ 112 км Липецк ~ 149 км.     | Ю-В |

## Климат и природные явления
Климат Ефремова умеренно континентальный, характеризуется тёплым, продолжительным летом и умеренно холодной зимой с частыми оттепелями. Средняя температура января, самого холодного месяца года, по нормам 1981—2010 составляет −6,8 °С, июля, самого тёплого месяца +19,8 °С. Среднегодовая температура в городе +6 °С. Годовая норма осадков — около 600 мм. Преобладающие направления ветра — западное, юго-западной и южное.
| Показатель                                            | Янв. | Фев. | Март | Апр. | Май  | Июнь | Июль | Авг. | Сен. | Окт. | Нояб. | Дек. | Год |
| ----------------------------------------------------- | ---- | ---- | ---- | ---- | ---- | ---- | ---- | ---- | ---- | ---- | ----- | ---- | --- |
| Средняя температура, °C                               | −6,7 | −6,6 | −1,4 | 7,4  | 14,7 | 18,2 | 20,3 | 18,8 | 13   | 6,4  | −0,6  | −5   | 8,8 |
| Норма осадков, мм                                     | 43   | 40   | 34   | 39   | 49   | 68   | 77   | 70   | 50   | 59   | 39    | 44   | 612 |
| Источник: сайт Гидрометцентра России. Климат Ефремова |      |      |      |      |      |      |      |      |      |      |       |      |     |

22 мая 2013 года в 14:30 в городе прошёл ураган, сопровождающийся смерчем, которым было повреждено более 200 домов.

## Население
| 1800    | 1835    | 1856    | 1861    | 1897    | 1913    | 1914    | 1926    | 1931    | 1939    | 1959    | 1970    |
| ------- | ------- | ------- | ------- | ------- | ------- | ------- | ------- | ------- | ------- | ------- | ------- |
| 1800    | ↗3000   | ↗9800   | ↗10 500 | ↘9000   | ↗12 600 | ↗14 500 | ↘10 000 | ↘9300   | ↗26 708 | ↗28 672 | ↗48 156 |
| 1973    | 1976    | 1979    | 1982    | 1986    | 1987    | 1989    | 1996    | 1998    | 2000    | 2001    | 2002    |
| ↗51 000 | ↗53 000 | ↘52 967 | ↗54 000 | ↗58 000 | →58 000 | ↘56 740 | ↘55 800 | ↘55 100 | ↘53 500 | ↘52 700 | ↘47 256 |
| 2003    | 2005    | 2008    | 2009    | 2010    | 2011    | 2012    | 2013    | 2014    | 2015    | 2016    | 2017    |
| ↗47 300 | ↘45 600 | ↘42 500 | ↘41 187 | ↗42 350 | ↘42 200 | ↘40 714 | ↘38 964 | ↘37 608 | ↘36 773 | ↘36 181 | ↘35 505 |
| 2018    | 2019    | 2020    | 2021    |         |         |         |         |         |         |         |         |
| ↘35 168 | ↘34 734 | ↘34 439 | ↗36 545 |         |         |         |         |         |         |         |         |

На 1 января 2025 года по численности населения город находился на 433-м месте из 1124 городов Российской Федерации.
Национальный состав
По итогам переписи населения 2020 года проживали следующие национальности (национальности менее 0,1 % и другое см. в сноске к строке «Другие»):
| Национальность | Численность, чел. | Доля     |
| -------------- | ----------------- | -------- |
| Русские        | 33 187            | 90,81 %  |
| Азербайджанцы  | 110               | 0,30 %   |
| Украинцы       | 107               | 0,29 %   |
| Армяне         | 92                | 0,25 %   |
| Таджики        | 72                | 0,20 %   |
| Другие         | 2977              | 8,15 %   |
| Итого          | 36 545            | 100,00 % |

## Экономика
C 1933 года работает Ефремовская ТЭЦ, которая снабжает промышленные предприятия электроэнергией, а город теплом.
Ефремов — моноотраслевой промышленный город, основу его экономики составляют три химических завода:
- Ефремовский завод синтетического каучука (ОАО «ЕЗСК») (синтетический каучук);
- Ефремовский биохимический завод (кормовые добавки);
- Ефремовский химический завод (ОАО «Щёкиноазот», Ефремовский филиал) (серная кислота)

Крупнейшее в России производство патоки:
- Глюкозо-паточный комбинат «Ефремовский» (патока и сиропы, крахмалы, глютен, растительные масла, жиры и их заменители, ячменный солод, комбикорма, премиксы, полуфабрикаты из мяса птицы). В настоящее время является подразделением компании Cargill. 1 июля 2011 года переименовано в ООО «Каргилл».

Также в городе находится ряд предприятий пищевой промышленности (хлебозавод, маслосыродельный комбинат и др.), работающих на местный рынок.
22 ноября 2011 года в городе был открыт гипермаркет «Магнит», который стал самым большим магазином в городе.

## Транспорт и связь
Ефремов — крупный транспортный узел юга Тульской области.

### Железнодорожный транспорт

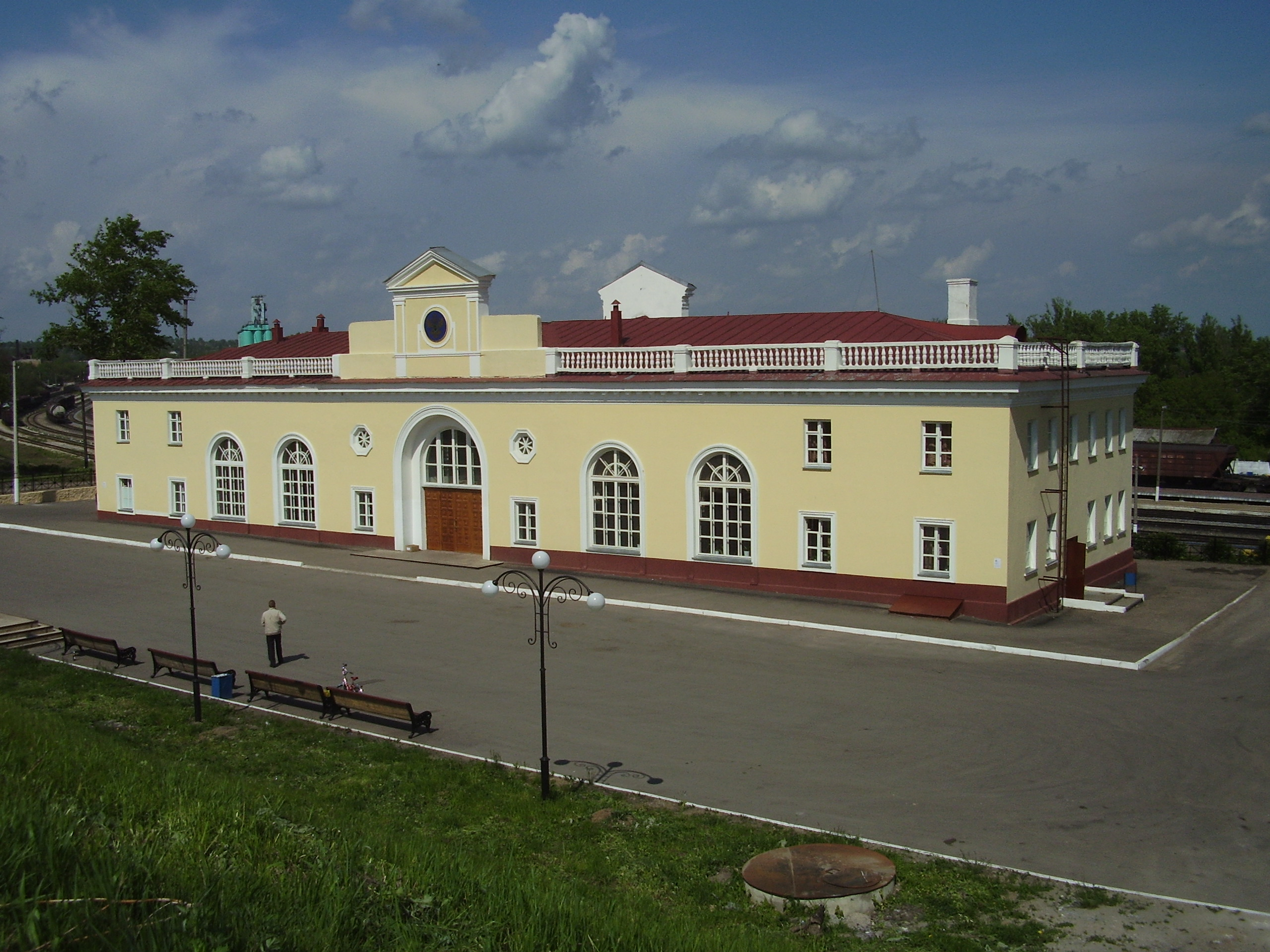
Железнодорожный вокзал

Город расположен на железнодорожной магистрали Москва — Донбасс. Станция Ефремов является пограничной между Московской (включительно) и Юго-Восточной железными дорогами и располагается на участке Узловая-1 — Елец.
От станции Ефремов организовано пригородное сообщение до станции Узловая-1 (дизель-поезд РА-2, 3 пары в сутки). До сентября 2013 г. существовало также пригородное сообщение (тепловозно-вагонное, 1 пара в сутки) со станцией Елец.

### Автомобильный транспорт

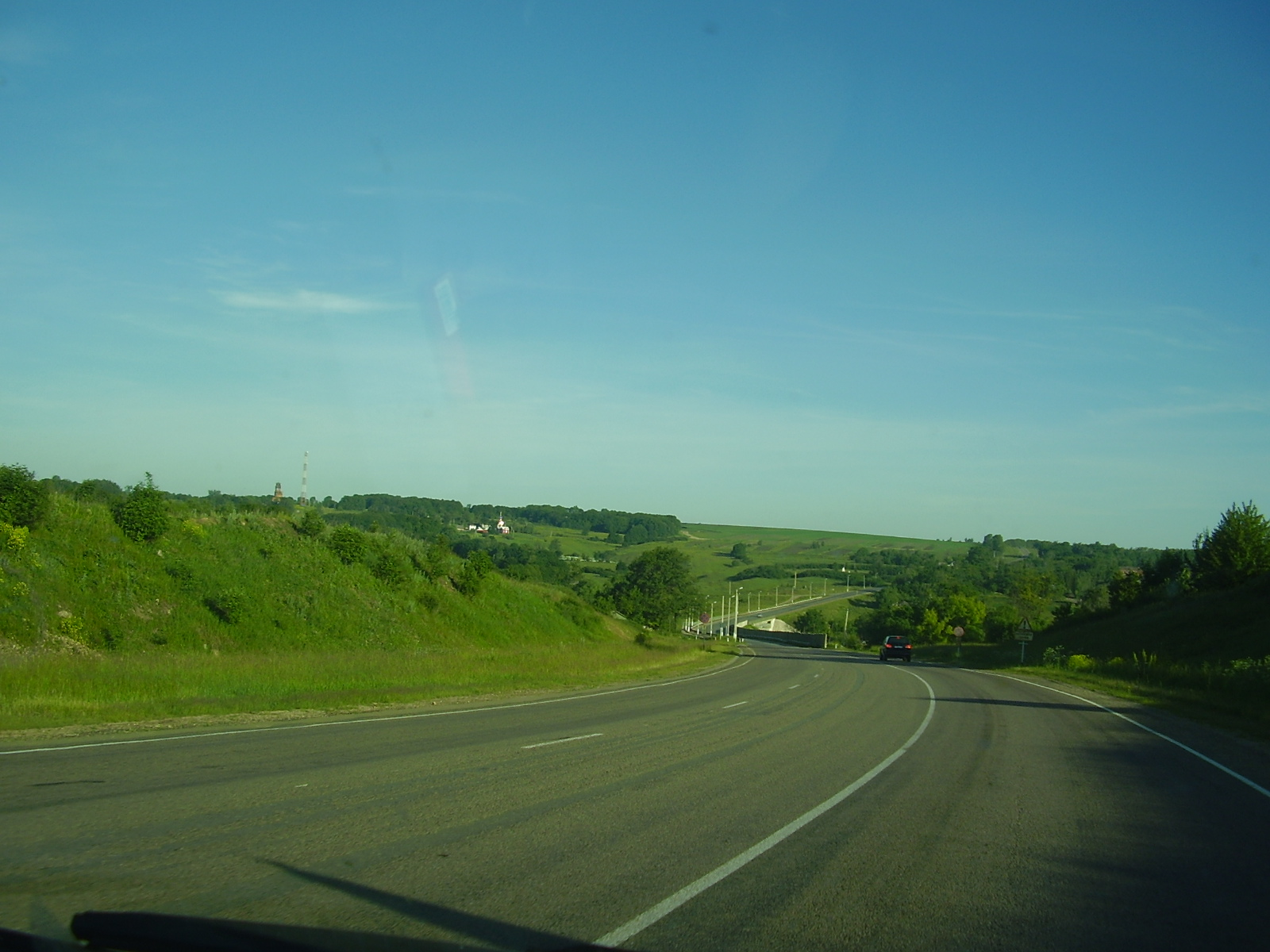
Р-141 Дорога регионального значения в районе села Кадного

- Рядом с городом проходит федеральная автотрасса М4E 115 «Дон».
- Ефремов соединён автомобильными дорогами Р141 М2E 105 «Крым» с Тулой через Тёплое, с Орлом через Хомутово и Новосиль дорогой регионального значения 70К124, 54А1, Р126 с Рязанью через Данков, посёлок Лев Толстой и Чаплыгин, с Чернью через Архангельское, с Куркиным и Куликовым Полем 70К129.
- Ефремов имеет объездную дорогу.
- Автодорогами местного значения Ефремов связан с крупными сёлами Становлянского района Липецкой области в том числе и селом Барсуковым, где расположен Мещёрский дендрарий. Помимо этого, соединён дорогой с щебёночным покрытием с районным центром Измалковым Липецкой области.

### Авиационный транспорт
Возле города расположен бывший военный аэродром Ефремов-3.

### Городской транспорт
С 1930-х годов в городе действует городской транспорт (автобусы).

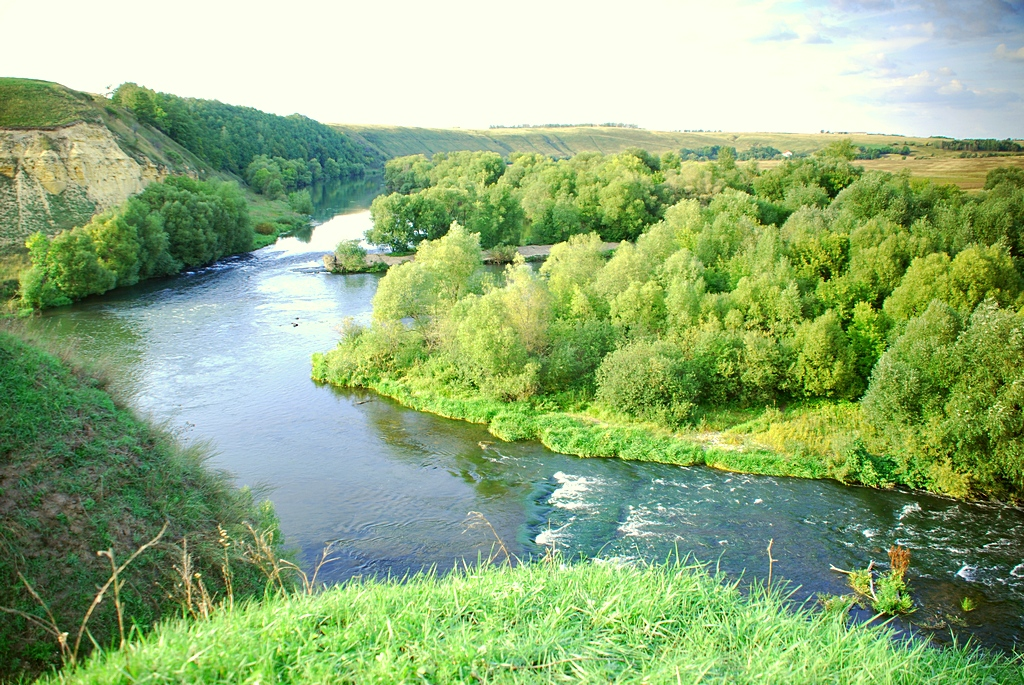
Вид на Ишутинский перекат

### Водный транспорт
Город расположен на р. Красивая Меча́ (приток Дона), но в пределах Тульской области река судоходна только для маломерных судов, причём на некоторых участках. Это связано с большим количеством бродов, мелководья и порогов-перекатов (например, возле деревни Ишутино).

### Связь и радио
На окраине города в 1989 году была построена ретрансляционная телевышка, высота которой 250 м; она входит в список самых высоких телевизионных башен и радиомачт России.

#### Радиостанции в Ефремове
| Частота   | Название                          |
| --------- | --------------------------------- |
| 66,92 МГц | Радио России / ГТРК Тула (Молчит) |
| 69,53 МГц | Радио Маяк (Молчит)               |
| 94,0 МГц  | Русское радио                     |
| 95,8 МГц  | Радио Дача                        |
| 96,2 МГц  | Радио Шансон                      |
| 96,6 МГц  | Comedy Radio                      |
| 97,2 МГц  | Радио День                        |
| 98,0 МГц  | Авторадио                         |
| 98,4 МГц  | Новое радио                       |
| 99,0 МГц  | Радио России / ГТРК Тула          |
| 100,6 МГц | Милицейская Волна (Молчит)        |
| 101,5 МГц | Радио Рекорд                      |
| 102,0 МГц | Love Radio                        |
| 103,4 МГц | Первое сетевое                    |
| 104,0 МГц | Радио Ваня                        |
| 105,7 МГц | Питер FM                          |
| 106,3 МГц | Дорожное радио                    |
| 106,7 МГц | Relax FM                          |
| 107,4 МГц | Радио ENERGY                      |
| 107,8 МГц | (ПЛАН) Европа Плюс                |

#### Телеканалы в Ефремове
Все 20 каналов для мультиплекса РТРС-1 и РТРС-2. Пакет радиоканалов включает: Вести ФМ, Радио Маяк, Радио России / ГТРК Тула.
- Пакет телеканалов РТРС-1 (телевизионный канал 46, частота 674 МГц), включает: Первый канал, Россия-1 / ГТРК Тула, Матч ТВ, НТВ, Пятый Канал, Россия К, Россия-24 / ГТРК Тула, Карусель, ОТР / Первый Тульский, ТВЦ.
- Пакет телеканалов РТРС-2 (телевизионный канал 38, частота 610 МГц), включает: РЕН ТВ, Спас, СТС, Домашний, ТВ-3, Пятница!, Звезда, Мир, ТНТ, Муз-ТВ.

## Люди, связанные с городом
- Летом 1823 года Грибоедов Александр Сергеевич приезжал в Ефремовский уезд, где жил в усадьбе Д. Н. Бегичева. Здесь им были созданы III и IV акты комедии «Горе от ума»[13].
- В 1857 году в Ефремове останавливался Л. Н. Толстой (1828—1910) — один из наиболее широко известных русских писателей и мыслителей[49]. На здании, в котором он останавливался, много лет висела памятная табличка. В последние годы здание заброшено, находится в аварийном состоянии и идёт вопрос о его сносе.
- В 1915 году Константин Георгиевич Паустовский (1892—1968) впервые приехал в Ефремов. В советские годы Паустовский с женой Екатериной часто приезжал в Ефремов. Лето 1924 года они с семилетним сыном Вадимом провели в деревне Богово, где Паустовский познакомился с отставным полковником царской армии, послужившим ему прототипом для рассказа «Старик в потёртой шинели». Бывший полковник любил ловить рыбу на Красивой Мече. После войны Паустовский приезжал в Ефремов на могилу матери Бунина[50].
- В апреле 1919 года Василевский Александр Михайлович был призван в Красную Армию и направлен в 4-й запасной батальон, на должность взводного инструктора (помощника командира взвода). Через месяц был отправлен в качества командира отряда из 100 человек в Ступинскую волость Ефремовского уезда Тульской губернии для оказания помощи в осуществлении продразвёрстки и борьбы с бандами[51].
- С 1999 года в городе проходит футбольный турнир имени заслуженного мастера спорта СССР, бронзового призёра Московской Олимпиады 1980 г., полузащитника сборной СССР по футболу (1979—1990) Фёдора Черенкова, который неоднократно приезжал на этот турнир в качестве почётного гостя. Турнир обычно начинается с предоставления почётного права первого удара по мячу Фёдору Черенкову (в 2009 году в честь десятилетия турнира это право было предоставлено бывшему губернатору Тульской области Вячеславу Дудке и Фёдору Черенкову совместно)[52].

## Достопримечательности

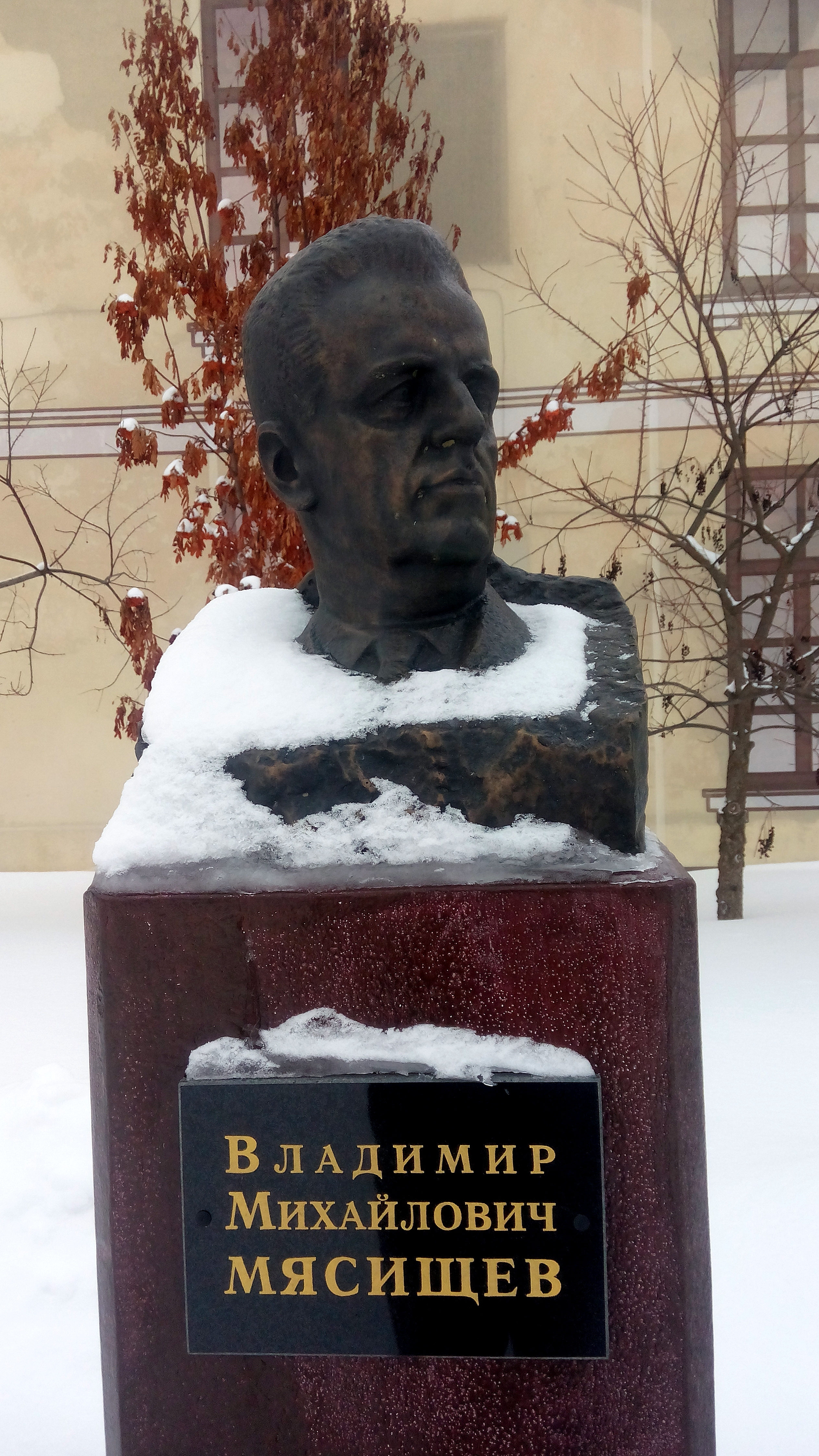
Бюст В. М. Мясищеву в сквере им. Мясищева

- В 20 км от Ефремова в селе Барсуково находится Мещёрский дендрарий, в котором представлены площади 320 га более 2 тыс. видов растений.
- Ефремовский район богат достопримечательностями. Широко известен по Тульской области и за её пределами храм Казанской Иконы Божьей Матери и святой источник возле него в селе Туртень.
- Недалеко от Ефремова в 1380 году произошла битва русских по главе с князем Дмитрием Ивановичем Донским войск с татарским ханом Мамаем на Куликово поле, где сейчас располагается Музей Куликовской битвы.
- В 50 км на юго-запад от Ефремова, но уже на территории Орловской области была Судбищенская битва — сражение, произошедшее 3-4 июля (24-25 июня по новому стилю) 1555 года у села Судбищи между отрядами воеводы Ивана Шереметьева и крымского хана Девлета I Гирея. В то время — территория так называемого Дикого поля. Несмотря на неудачное для русских начало сражения, усилиями А. Басманова и С. Сидорова русский отряд в итоге одержал победу. В походе был захвачен крымский обоз. На месте сражения в 1995 году создан мемориальный памятник.
- В 25 км на северо-восток от Ефремова, на склоне долины реки Красивой Мечи рядом с селом Козьим Ефремовского района Тульской области, располагается знаменитый на всю округу Конь-Камень.
- В 15 км от города в селе Пожилине, располагается храм Святого Великомученика Дмитрия 1845 г. Возле церкви находится семейный склеп Лёвшиных. В 1879 в нём был похоронен Лёвшин Алексей Ираклиевич, выдающийся русский деятель XIX века.
- Неподалёку от Ефремова в селе Кропотове-Лермонтове находилось поместье отца Михаила Юрьевича Лермонтова, в котором поэт неоднократно бывал. В 1941 году гитлеровцы уничтожили дом Лермонтовых.

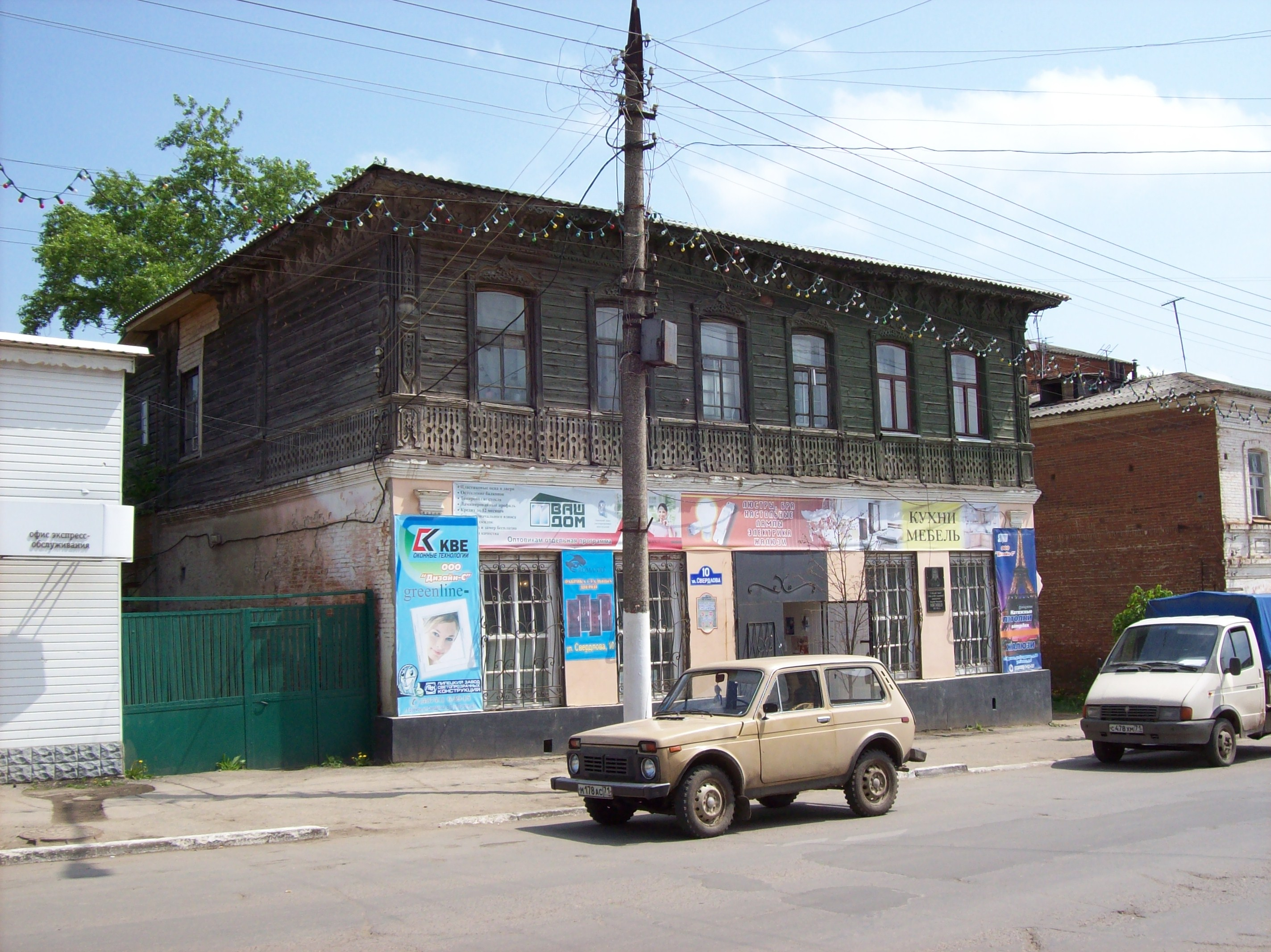
Дом В. М. Мясищева по ул. Свердлова

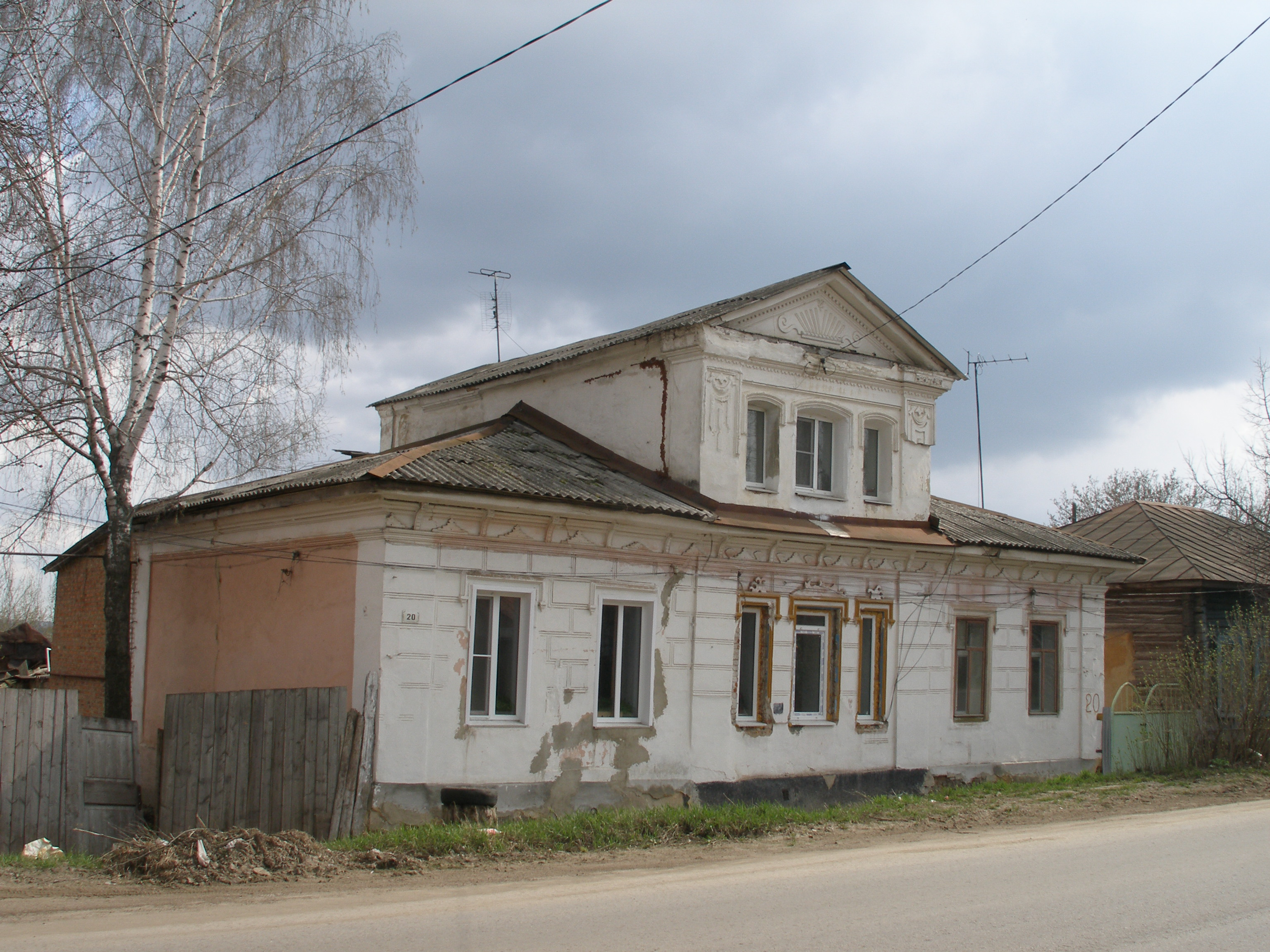
Дом купца Цнихова в старой части города, являющийся памятником архитектуры

- Дом В. М. Мясищева по ул. Свердлова Дом купца Цнихова в старой части города, являющийся памятником архитектурыВолово озеро — озеро карстового происхождения в Воловском районе Тульской области. Расположено в глубокой воронкообразной котловине на Воловском плато Среднерусской возвышенности, в 2 км к востоку от железнодорожной станции на линии Ожерелье — Елец в районном центре — посёлке городского типа Волово. Имеет овальную форму, значительная часть заилена. Является древним истоком реки Непрядвы (правого притока Дона). После сильного обмеления озера видимый водоток Непрядвы начинается только у села Никитского. В районе озера сохранилась сухая овражистая сеть верховья реки.
- Городской сад — место, где находилась резиденция атамана Ефрема, а затем острог, давший начало городу.
- До настоящего времени сохранился дом, в котором родился известный советский авиаконструктор В. М. Мясищев. На первом этаже дома расположен магазин, а второй этаж ещё до недавнего времени был жилым.
- В здании современной гимназии (ранее СШ № 2) в 1918 году выступал М. И. Калинин, о чём жителям и гостям города рассказывает памятная доска, укреплённая на здании дореволюционной постройки.

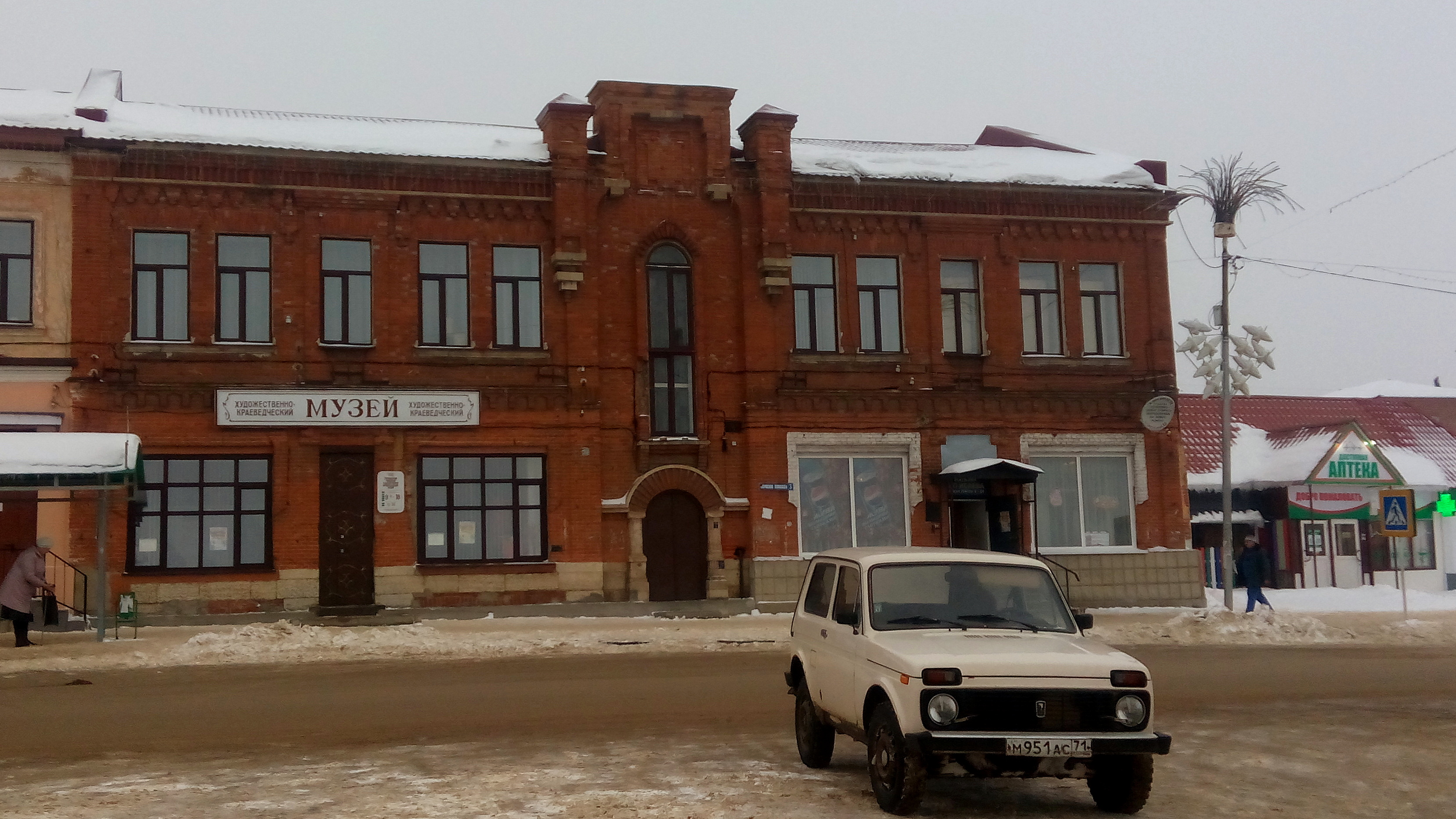
Ефремовский художественно-краеведческий музей

### Музеи города
- Ефремовский художественно-краеведческий музей

В музее собран богатейший материал об истории ефремовского края, с древнейших времён до наших дней. Экспозиции музея рассказывают о земляках — выдающихся деятелях науки и искусства: заслуженной артистке РСФСР Л. М. Фетисовой, народном артисте СССР, лауреате Государственной премии, композиторе и дирижёре К. К. Иванове, известном авиаконструкторе В. М. Мясищеве. В фондах музея хранится коллекция живописных работ члена Союза художников СССР А. П. Гущина.
Многочисленные экспонаты, собранные археологическими экспедициями при раскопках бассейна р. Красивая Меча, подтверждают пребывание сарматских племён в IV—III вв. до н. э. на территории современного Ефремовского края.
- Дом-музей И. А. Бунина

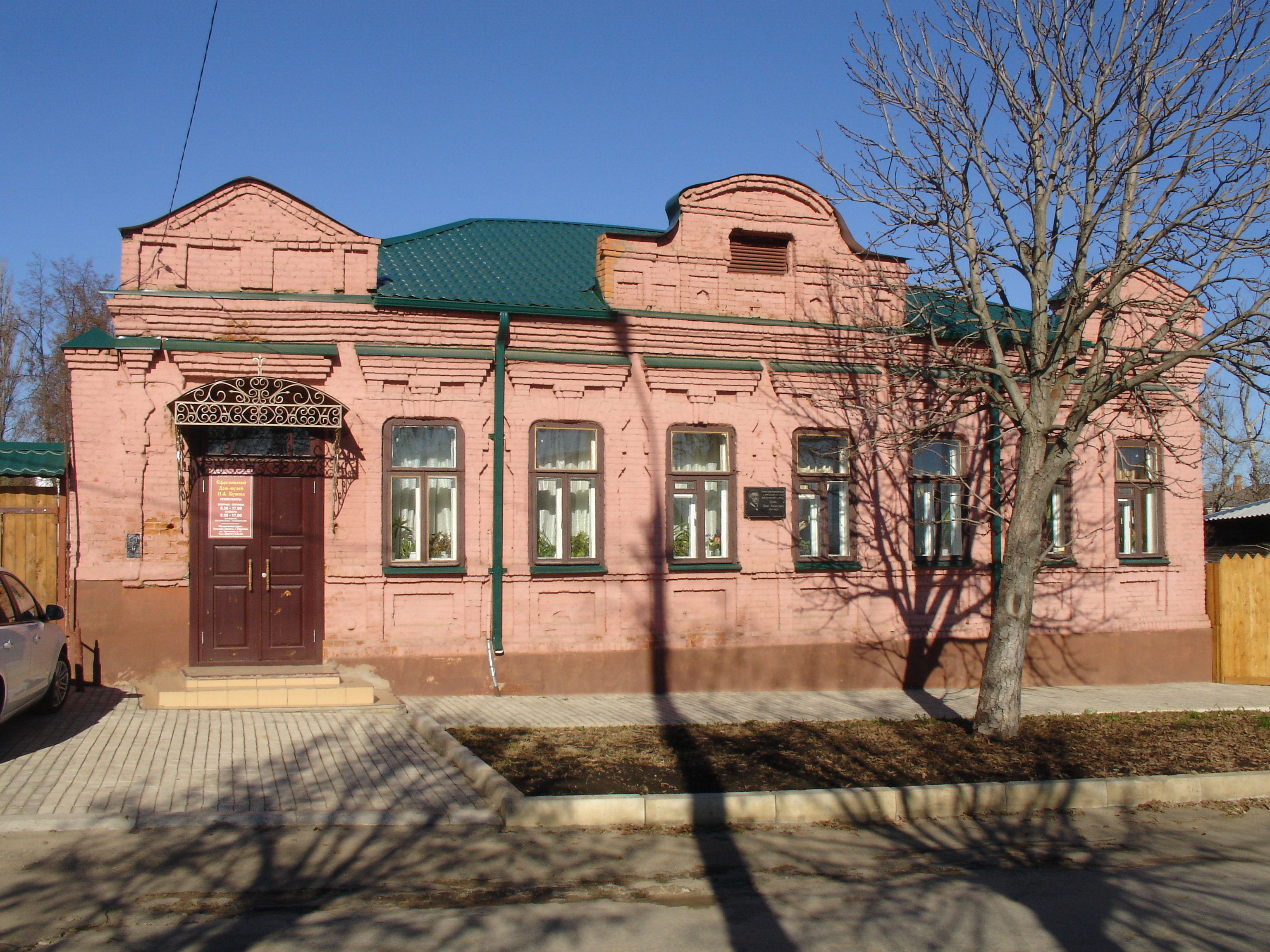
Дом-музей Бунина И. А.

В Ефремове находится уникальное здание — единственный в своём роде сохранившийся мемориальный дом-музей, в котором время от времени в начале XX века жил и работал великий русский писатель, лауреат Нобелевской премии Иван Алексеевич Бунин.
Дом был построен в 1880 году, а в 1906 году куплен братом писателя. В этом доме провела последние годы своей жизни мать писателя, похороненная на старом кладбище в городской роще. Последний раз писатель был в Ефремове в октябре 1917 года. В 1985 году в доме открылся литературный отдел ефремовского краеведческого музея, получивший в 2001 году статус дома-музея И. А. Бунина.
- Музей завода синтетического каучука

Во дворце культуры «Химик» располагается музей истории Ефремовского завода синтетического каучука.
Музей авиаконструктора В. М. Мясищева
Расположен в доме где родился в 1902 году и жил до 1920 года выдающийся авиаконструктор. Открыт музей 28.09.2022 к 120-летию рождения Мясищева.

## Спорт
В городе работают спортивные школы:
- ДЮСШ № 6 «Волна»,
- ДЮСШ № 2,
- стадион «Химик»[54],
- спортивный комплекс на базе ДЮСШ № 3, который в народе принято называть «Каток»[55],
- детско-юношеская спортивная школа «Меч»,
- лыжная база.

В 1997 году образован футбольный клуб «Меч», выступающий в чемпионате Тульской области. На базе ДЮСШ № 3 работают хоккейная, баскетбольная и волейбольная секции, в зимнее время проводятся тренировки ДЮСШ «Меч». На базе стадиона «Химик» проходят тренировки ДЮСШ «Меч», футбольных и волейбольных секций, открыт прокат роликовых коньков, велосипедов и лыжного инвентаря. В Ефремове есть секции шахмат, го, гимнастики, восточных единоборств, тренажёрные залы и т. д. Успешно выступает за город АНО «Спортивное общество инвалидов „Стриж“».

## Религия

### Ефремовское духовное училище
По указу Святейшего Синода от 24 октября 1869 года в Ефремове 18 января 1870 года было открыто (переведено из Новосильского Свято-Духова монастыря) духовное училище.

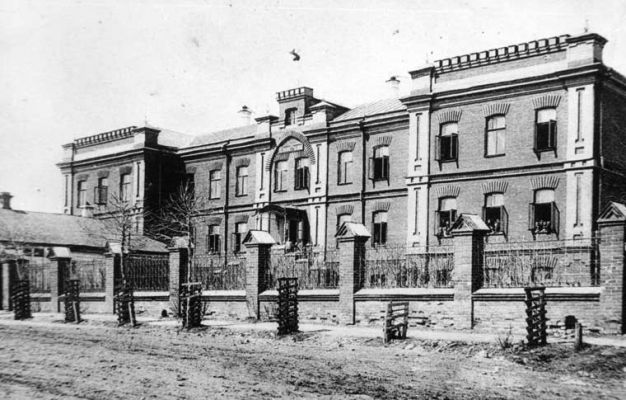
Здание бывшего духовного училища

Училище находилось в ведении Управления духовно-учебных дел при Святейшем Синоде и правления Тульской духовной семинарии. Являлось четырёхгодичным низшим духовным учебным заведением для обучения детей священнослужителей, а по учебной программе соответствовало трём младшим классам классической гимназии.
18 июня 1918 года решением Ефремовского уездного исполкома преобразовано в мужскую гимназию (школу). В настоящее время — школа № 1.

### Современность

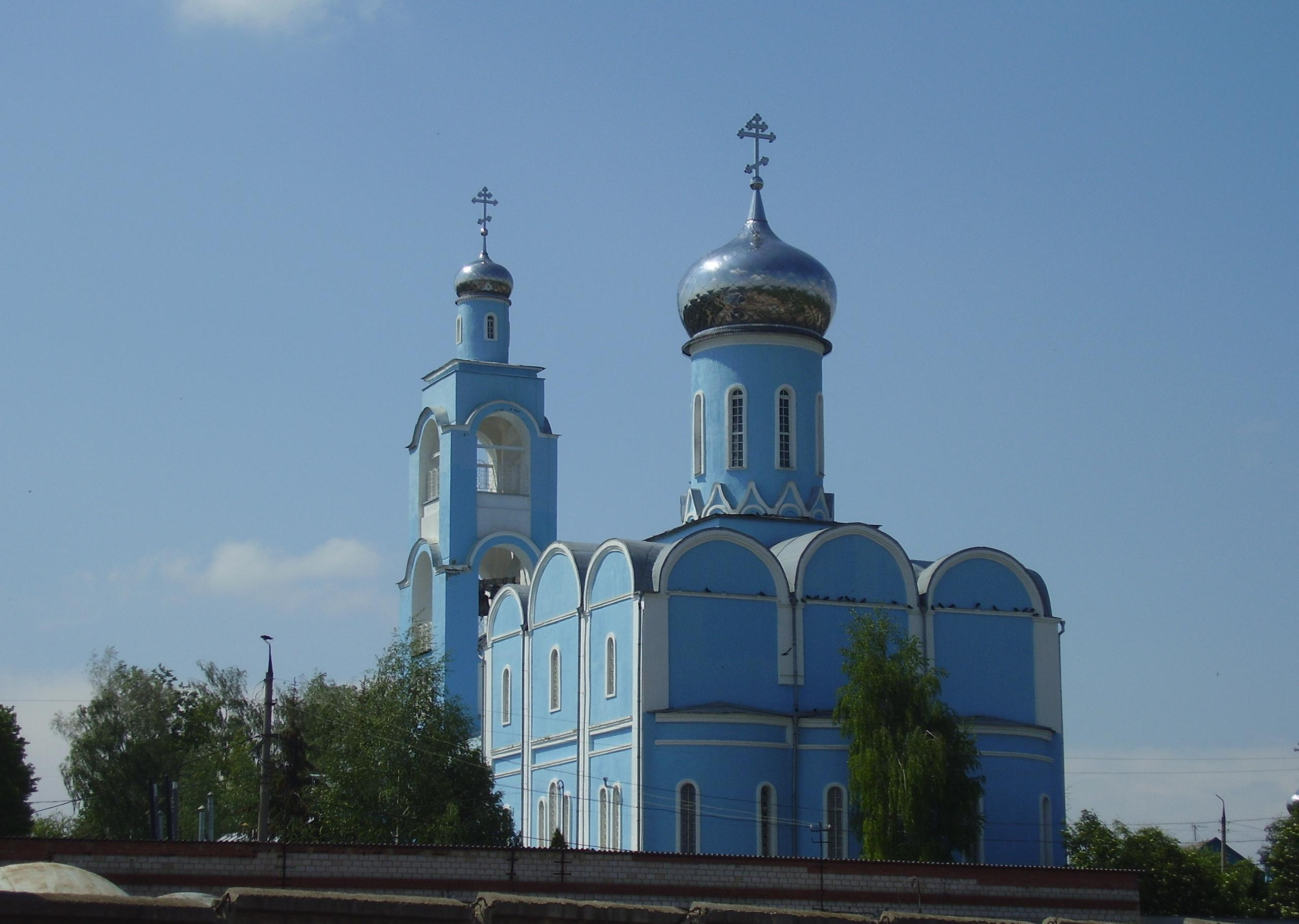
Храм иконы Божьей Матери «Взыскание погибших»

В городской черте действуют шесть храмов:
- Храм в честь иконы Божией Матери «Взыскание погибших». Адрес: 301840, Тульская обл., г. Ефремов, ул. Дачная, 2.
- Ансамбль церквей Троицы Живоначальной и Михаила Архангела: церковь Михаила Архангела, церковь Троицы Живоночальной, храм часовня Смоленской иконы Божьей матери. Адрес: 301840, Тульская обл., г. Ефремов, городской сад.
- Никольский храм. Адрес: 301840, Тульская обл., г. Ефремов, ул. Комсомольская, д. 19а.
- Храм святой Матроны Московской (на территории «заводской» больницы).

В городе имеется современный храм в честь иконы Божией Матери «Взыскание погибших». С января 2012 года после разделения епархии стал Кафедральным собором.

## Город-побратим
- Липтовски Микулаш (Словакия). В знак дружбы в Ефремове одна из улиц названа в честь Словацкого Восстания.

## Галерея

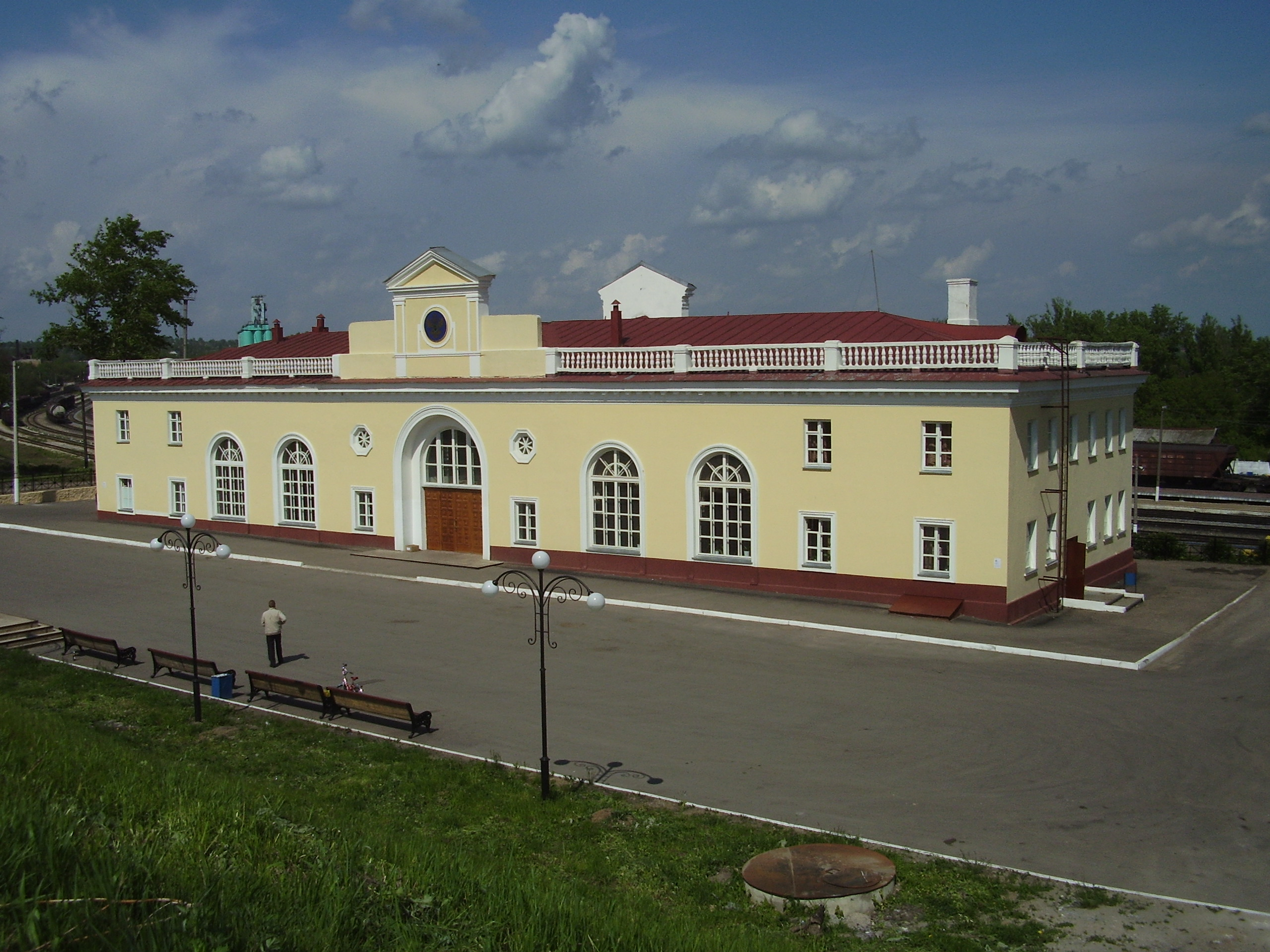
Железнодорожный вокзал
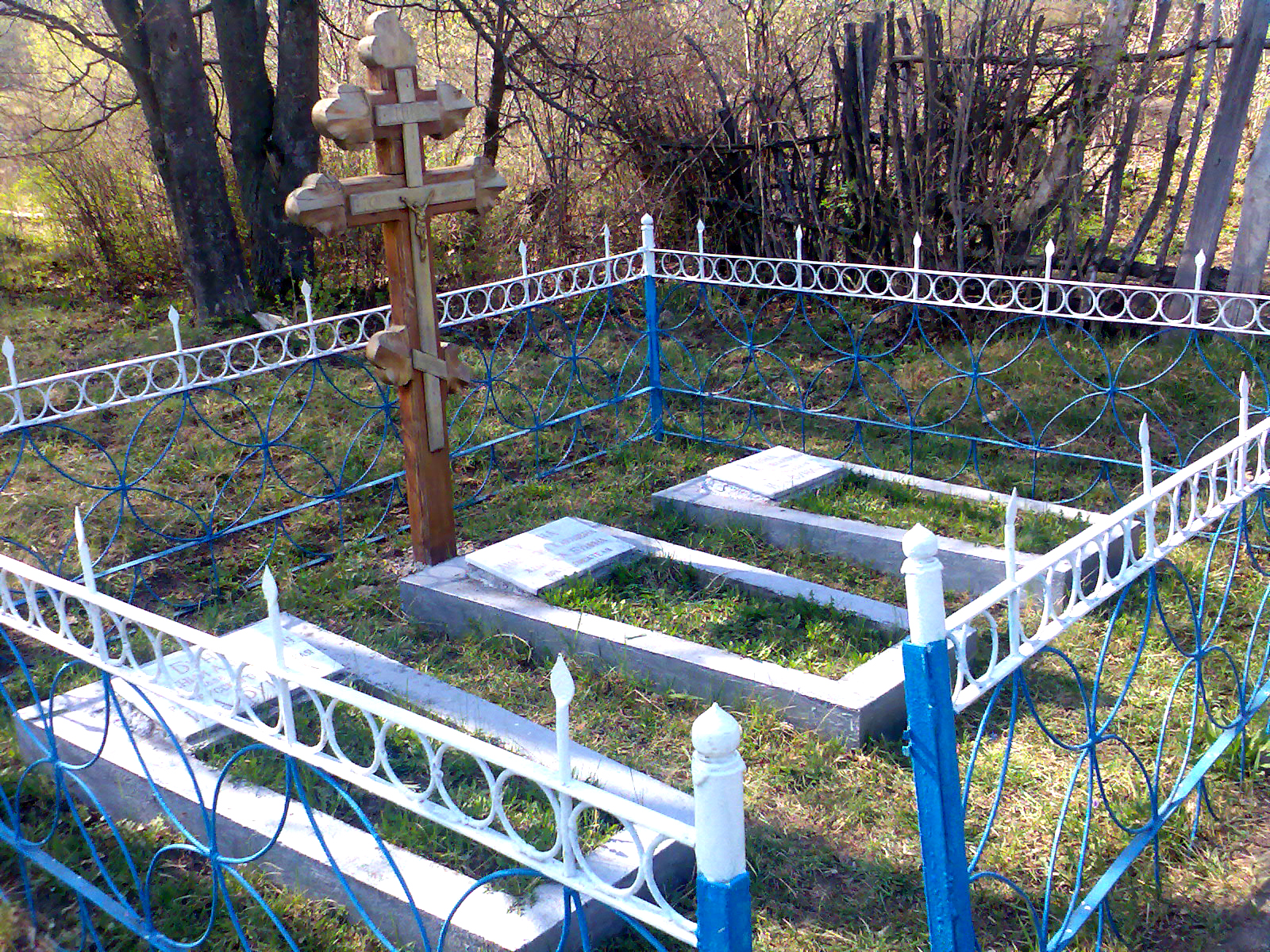
Могилы родственников И. А. Бунина
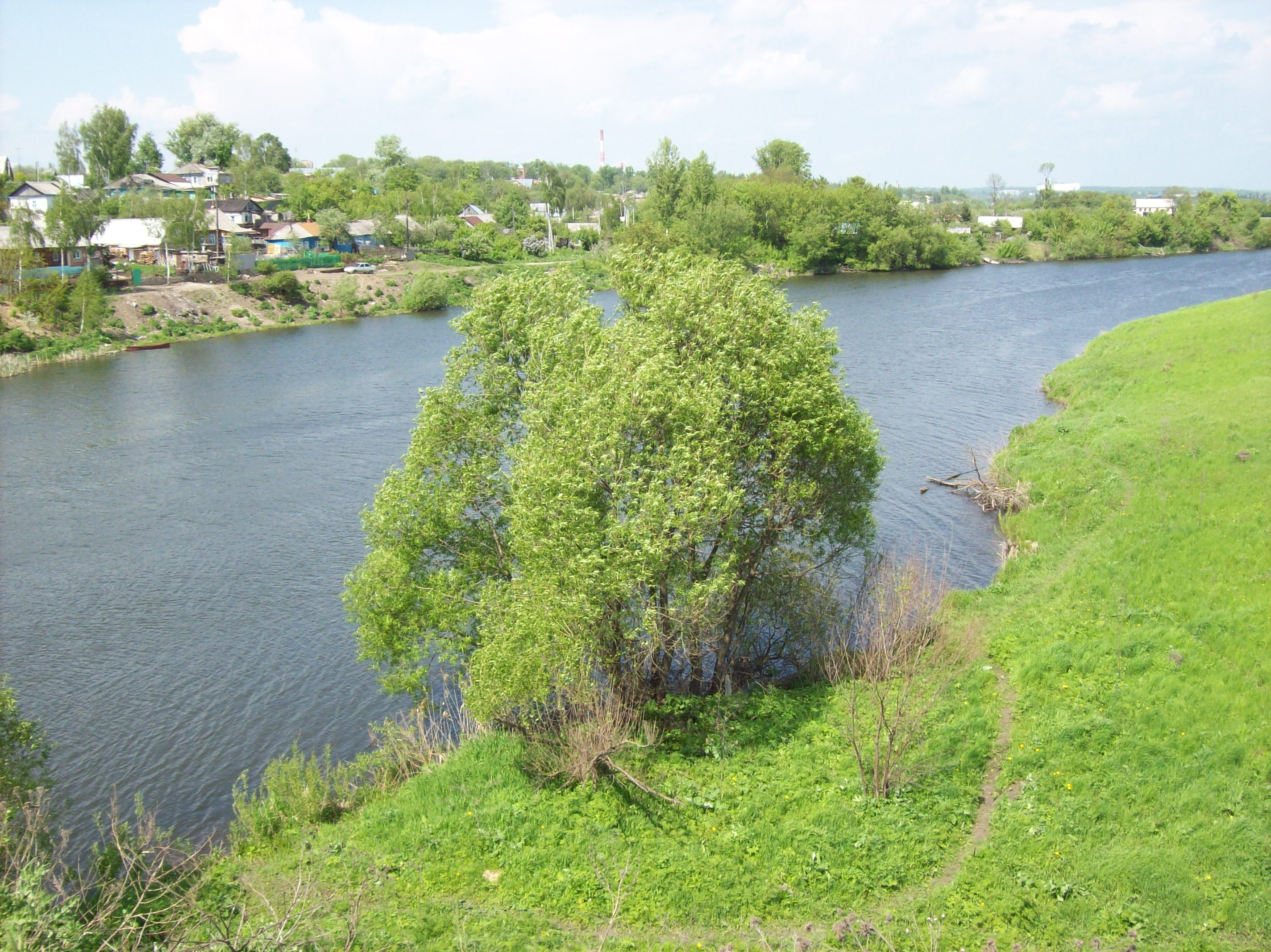
Красивая Меча у въезда в Ефремов
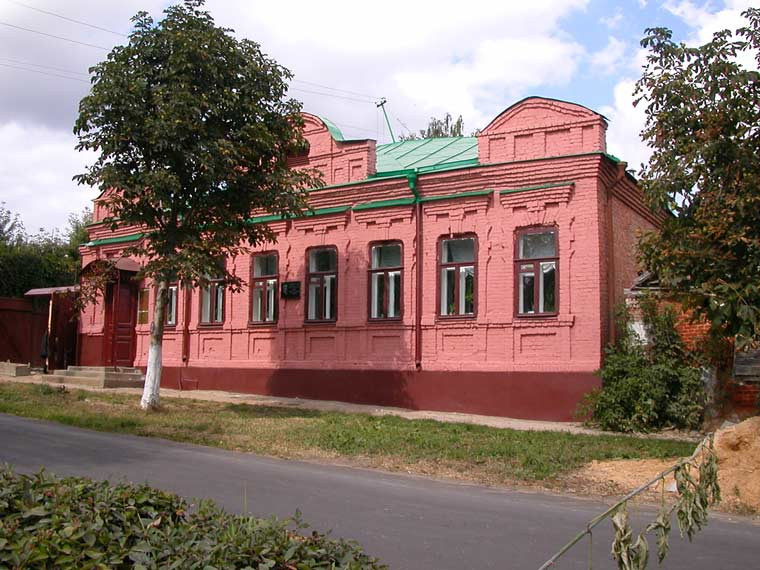
Дом-музей Бунина И. А.
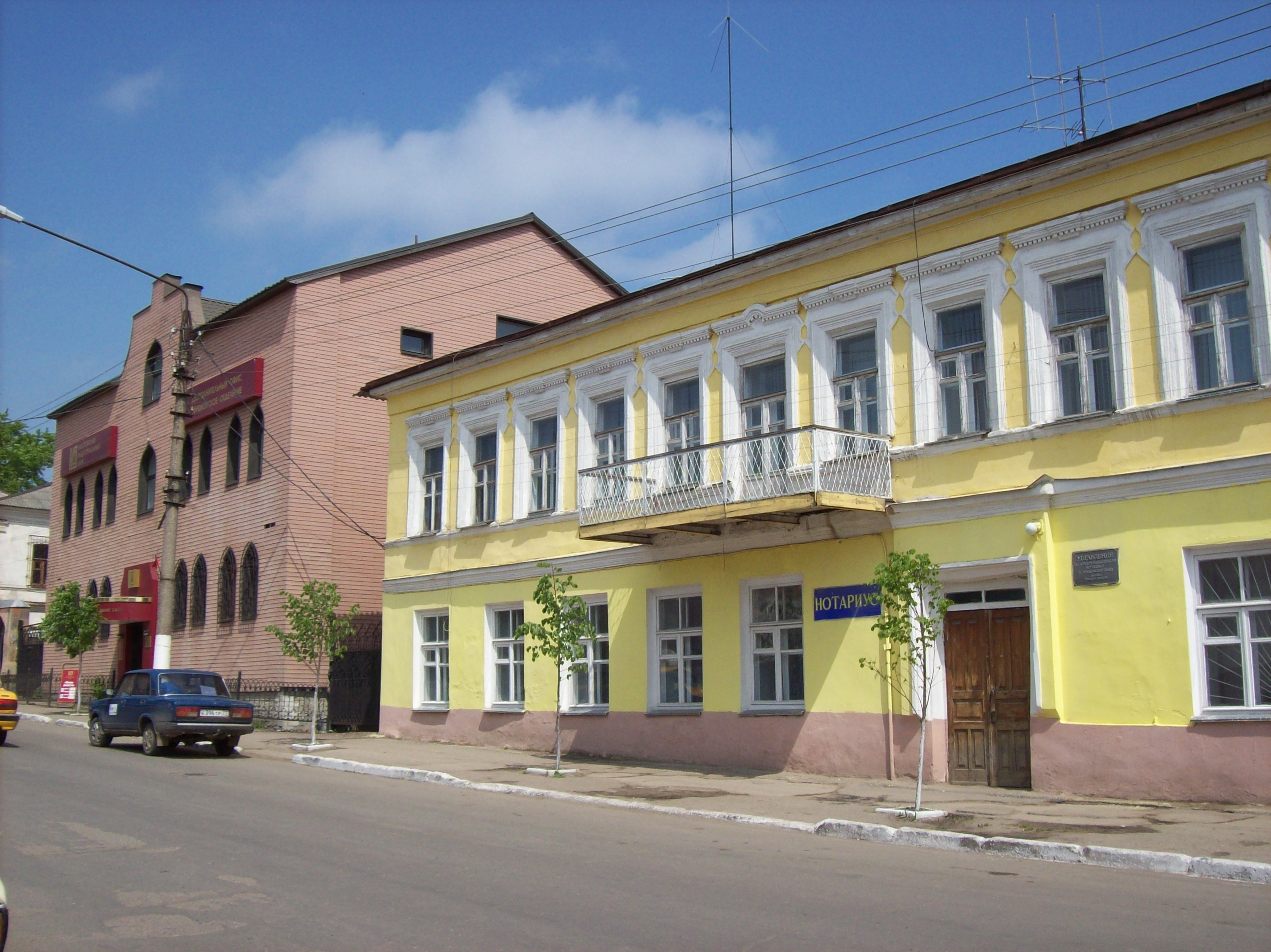
Улица Свердлова, 2009 год
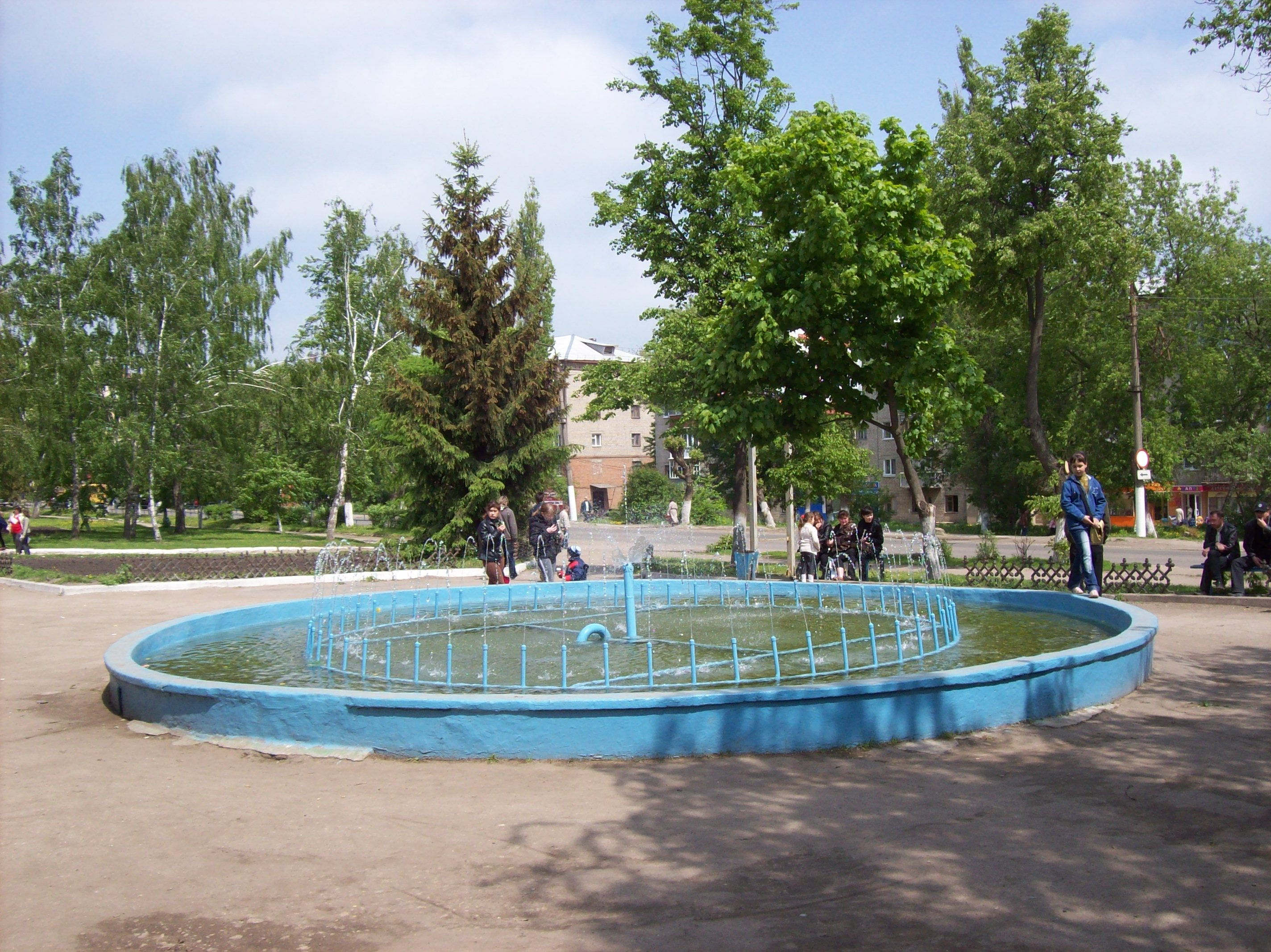
Фонтан в центре города (до реконструкции)
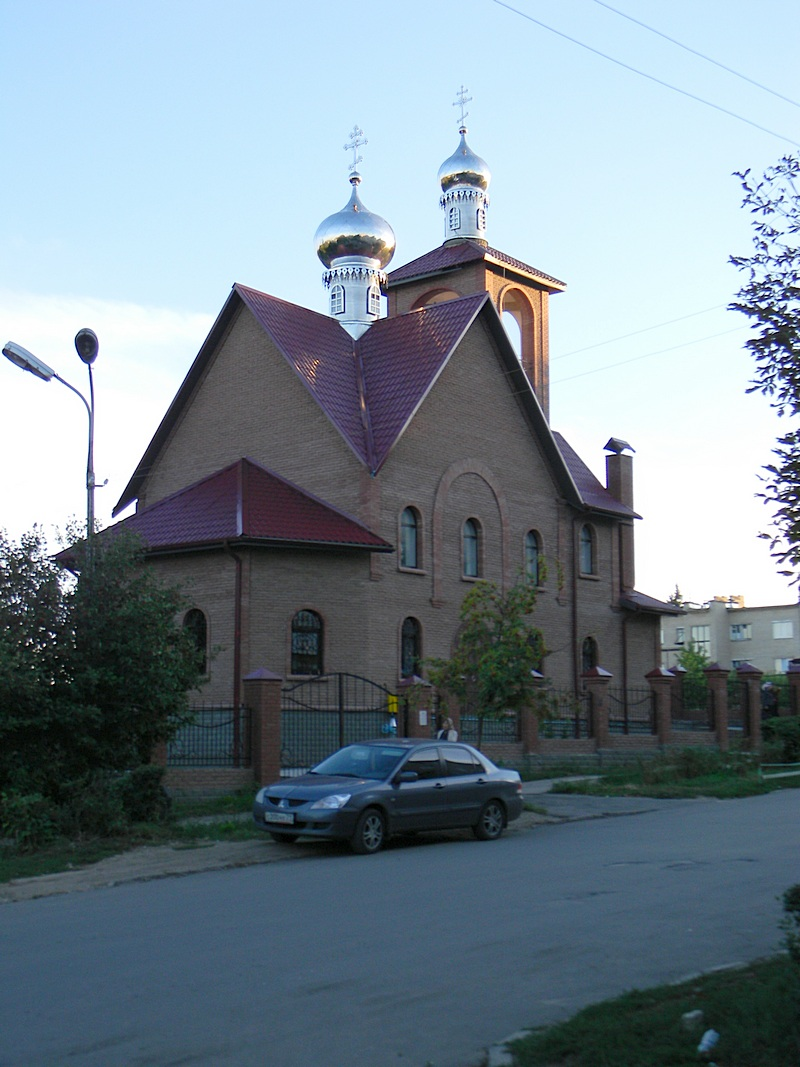
Никольский храм
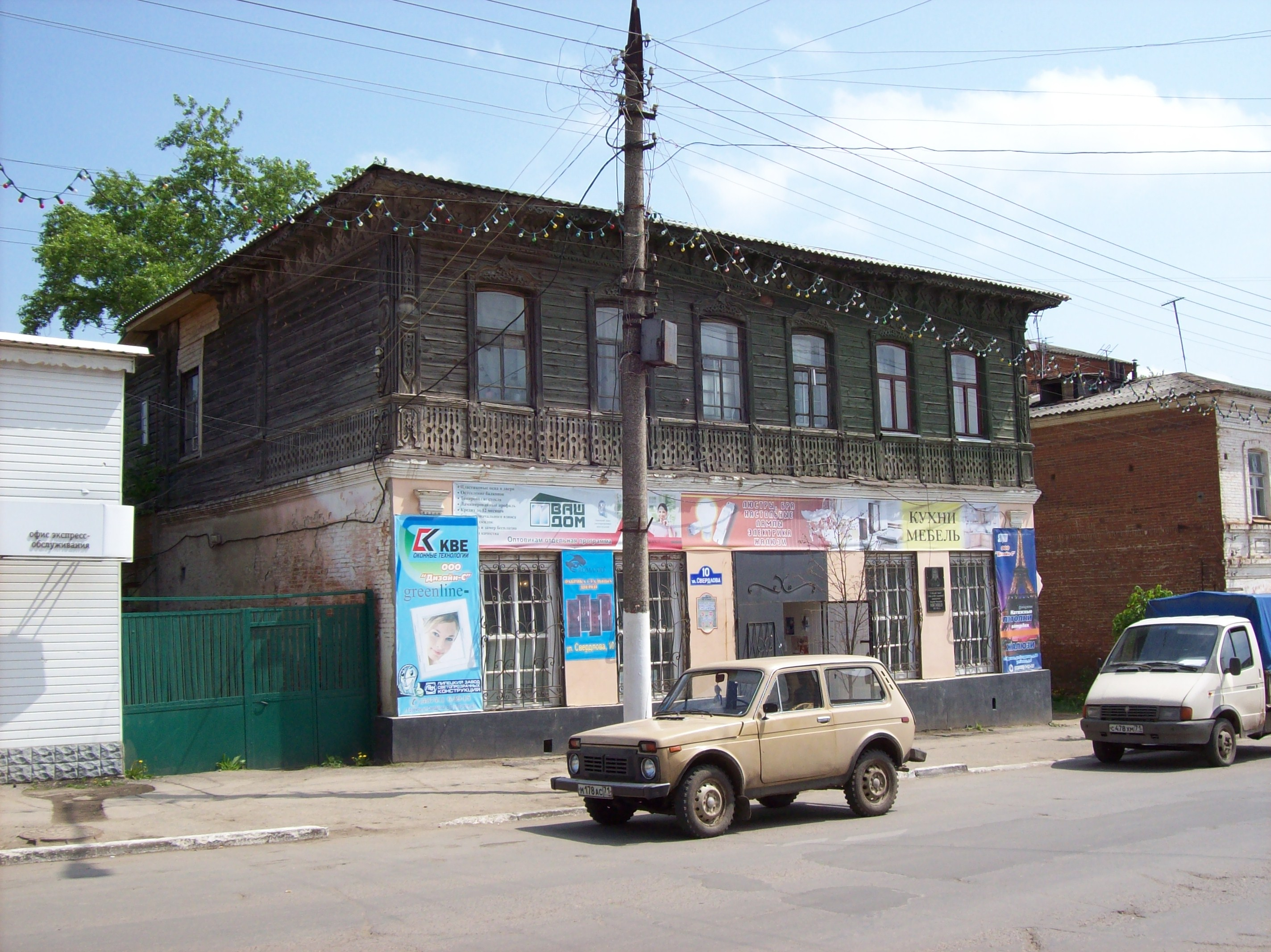
Улица Свердлова, дом авиаконструктора Мясищева В. М.
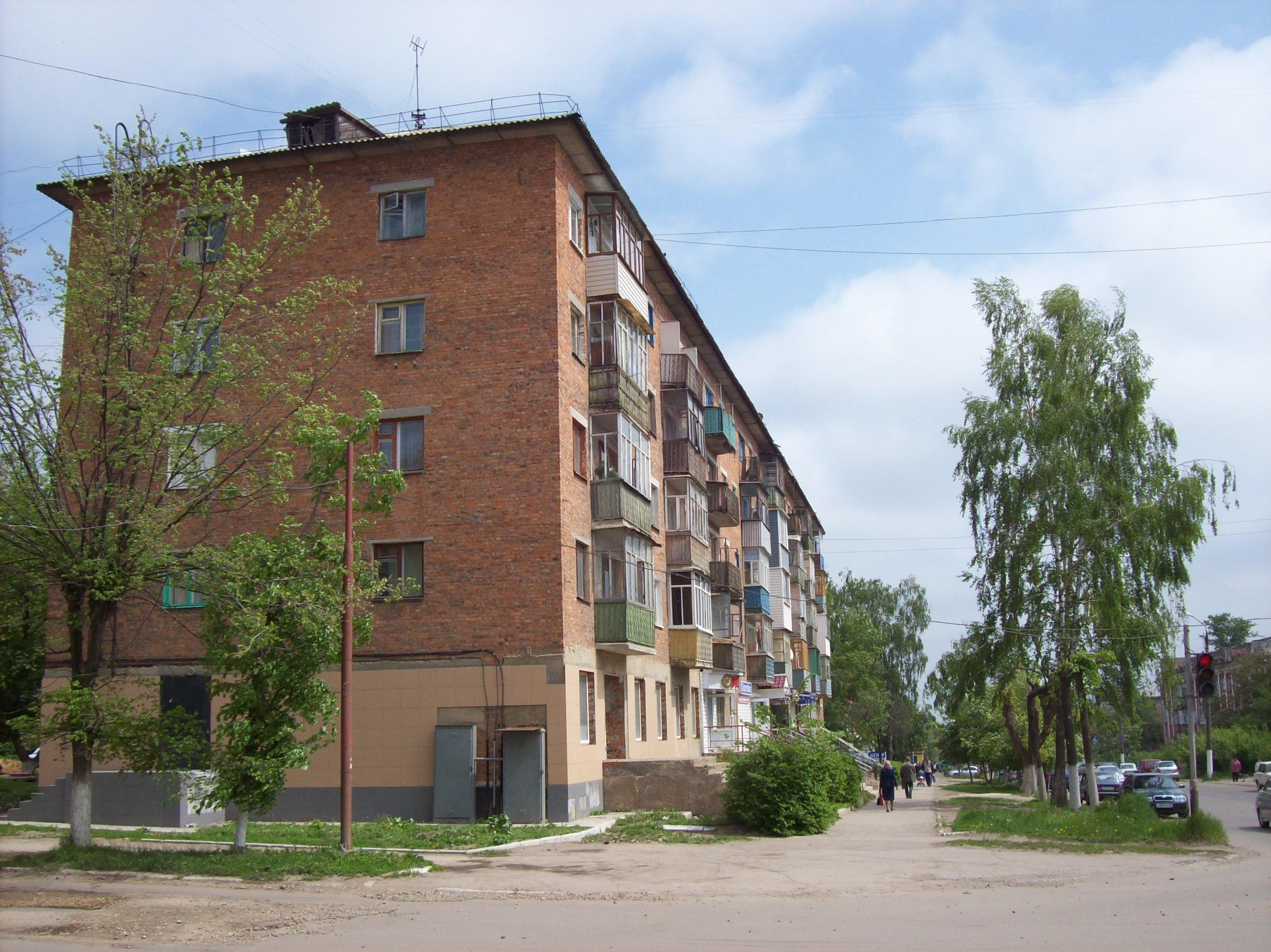
Улица Ленина, 2009 год
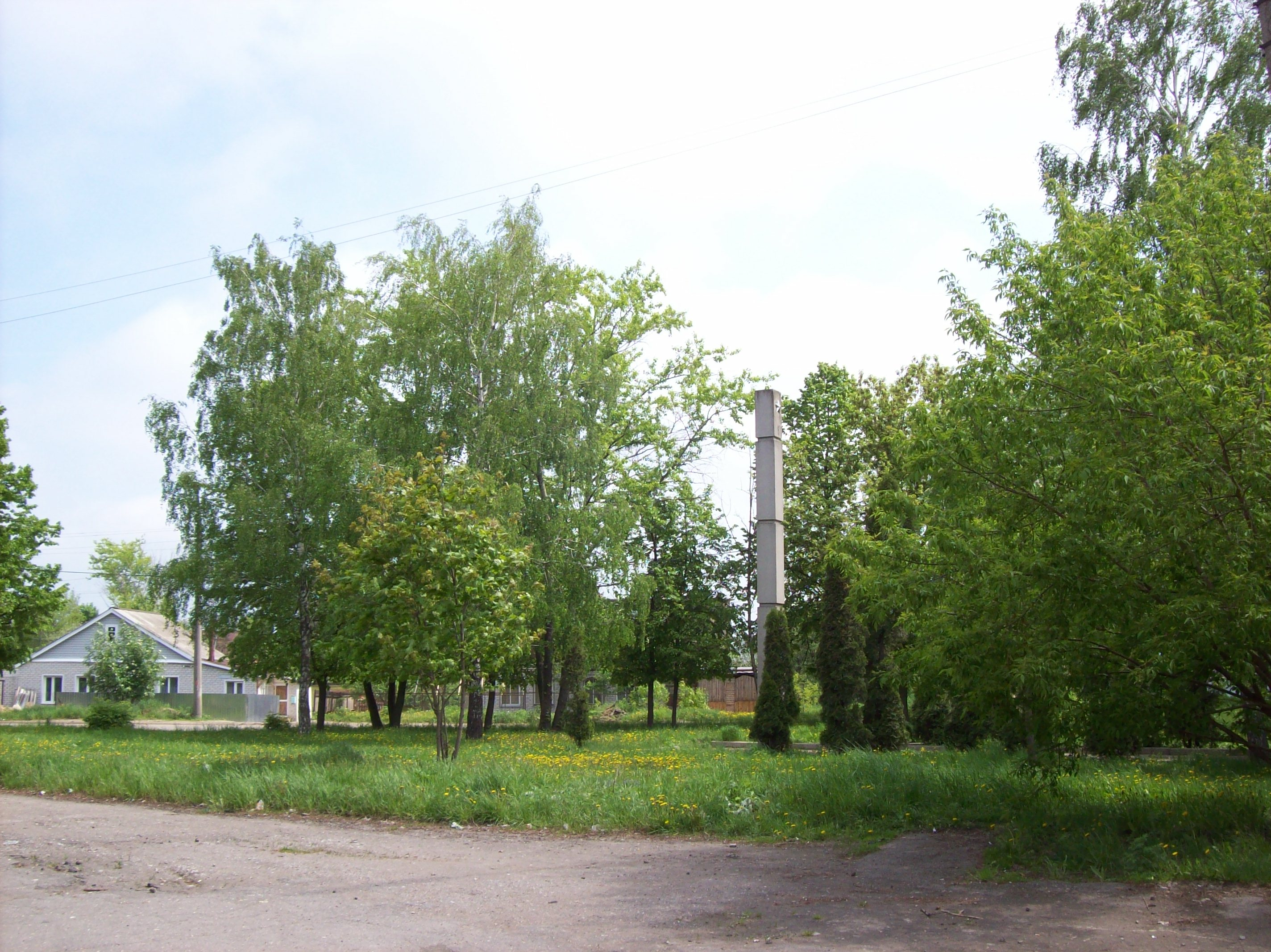
Сквер у «верхнего» Универмага
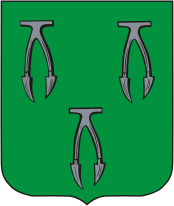
Герб города в 1778 году
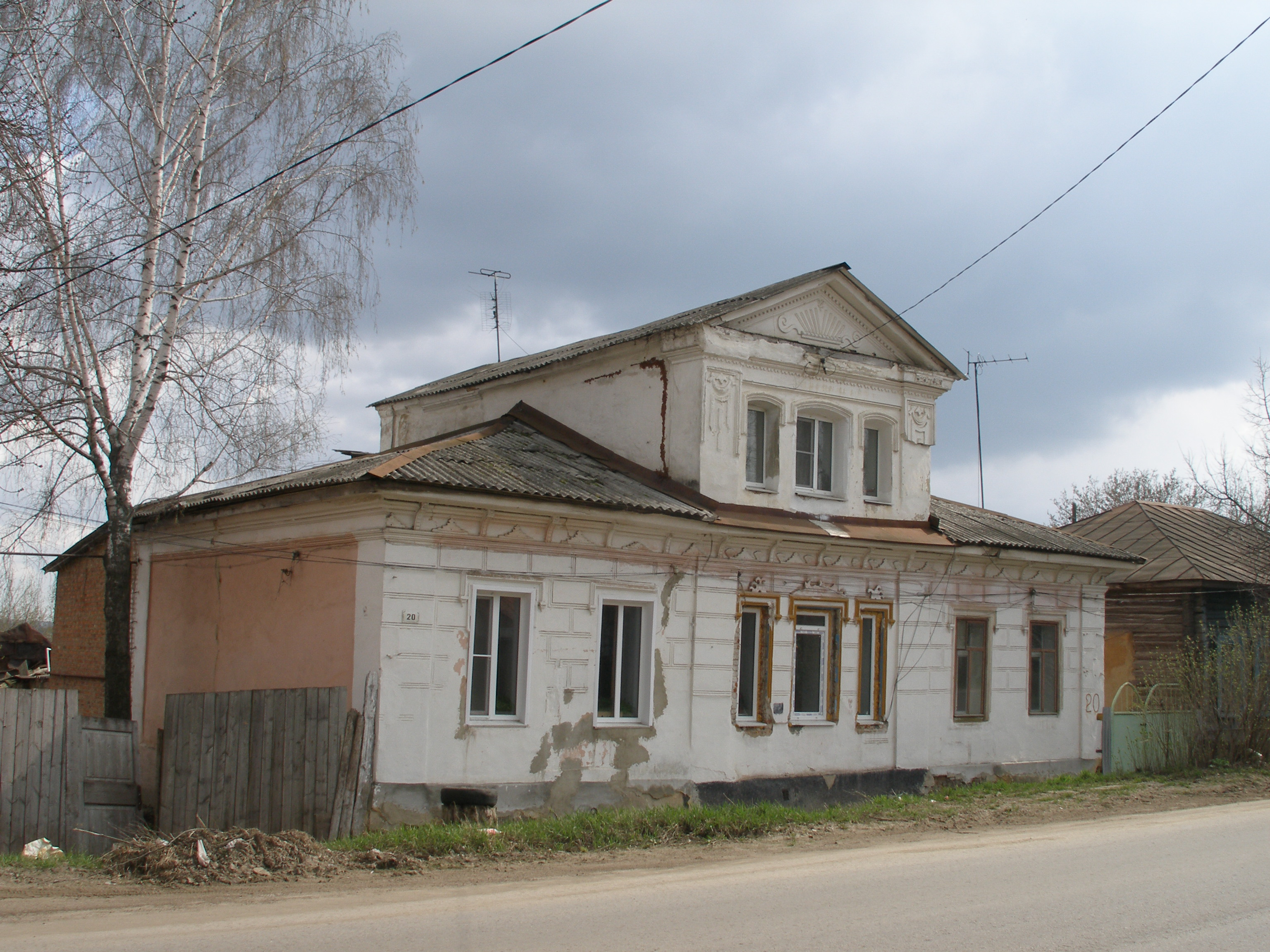
Дом купца Цнихова в старой части города, являющийся памятником архитектуры
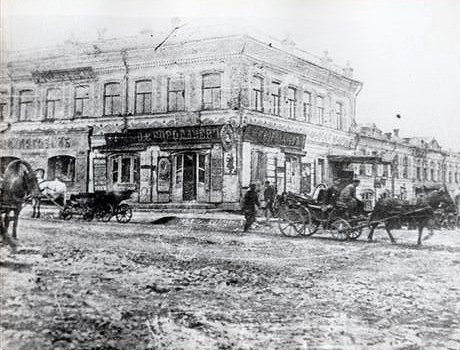
Центр города, 1910 год
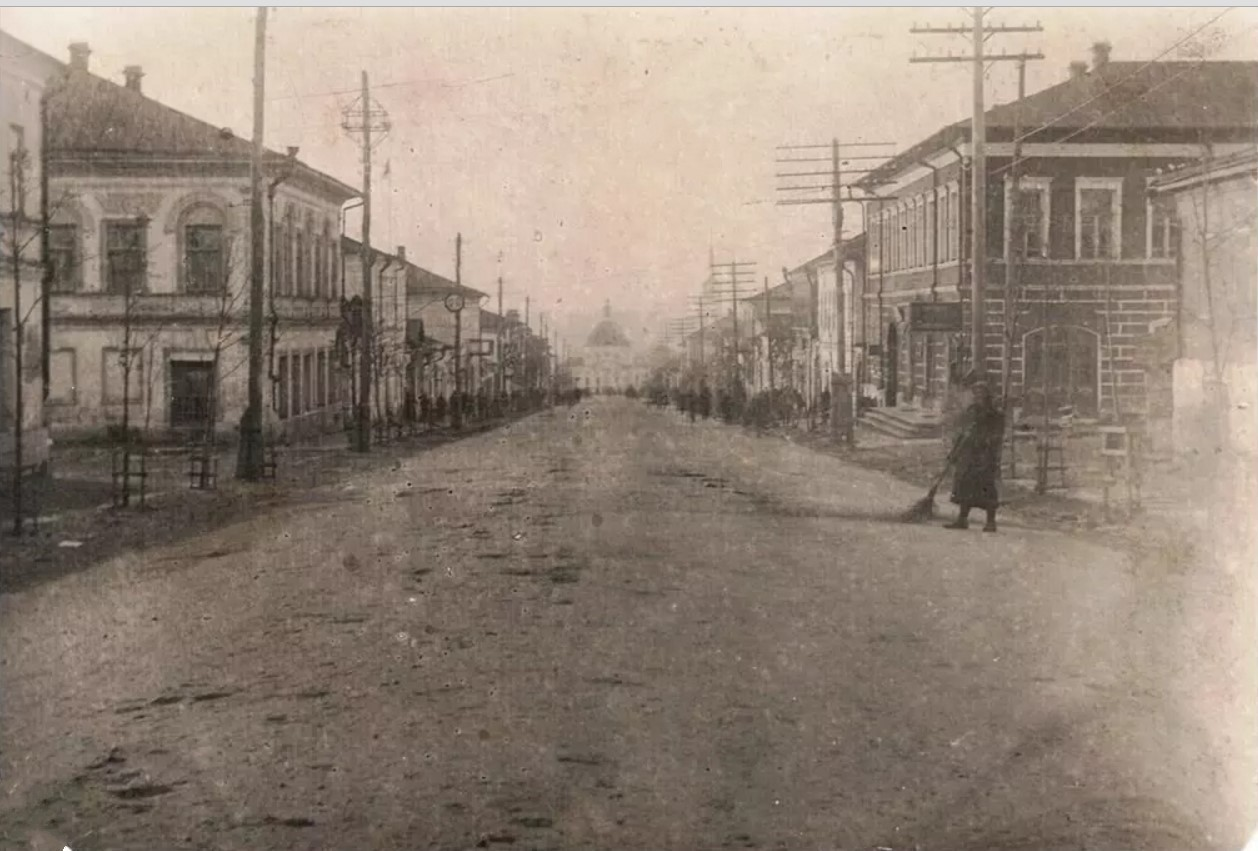
Центр города, 1910 год
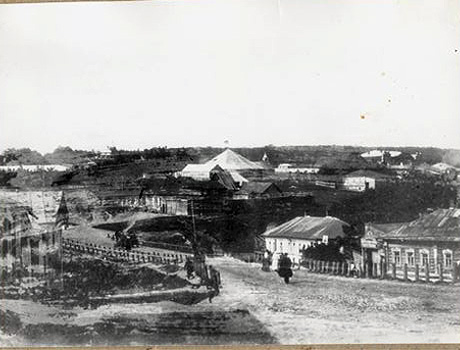
Ефремов, 1910 год
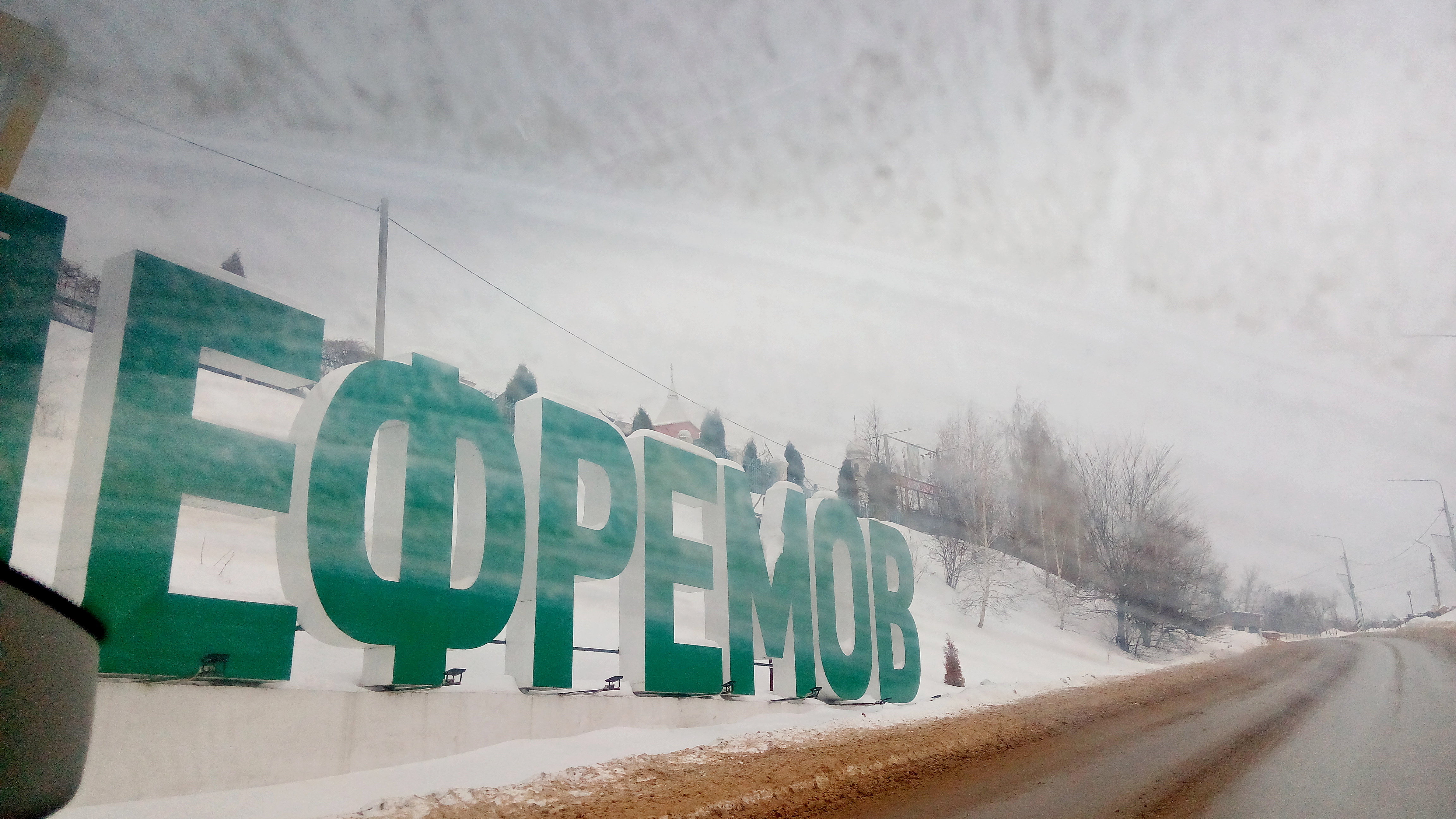
Стела на въезде в город
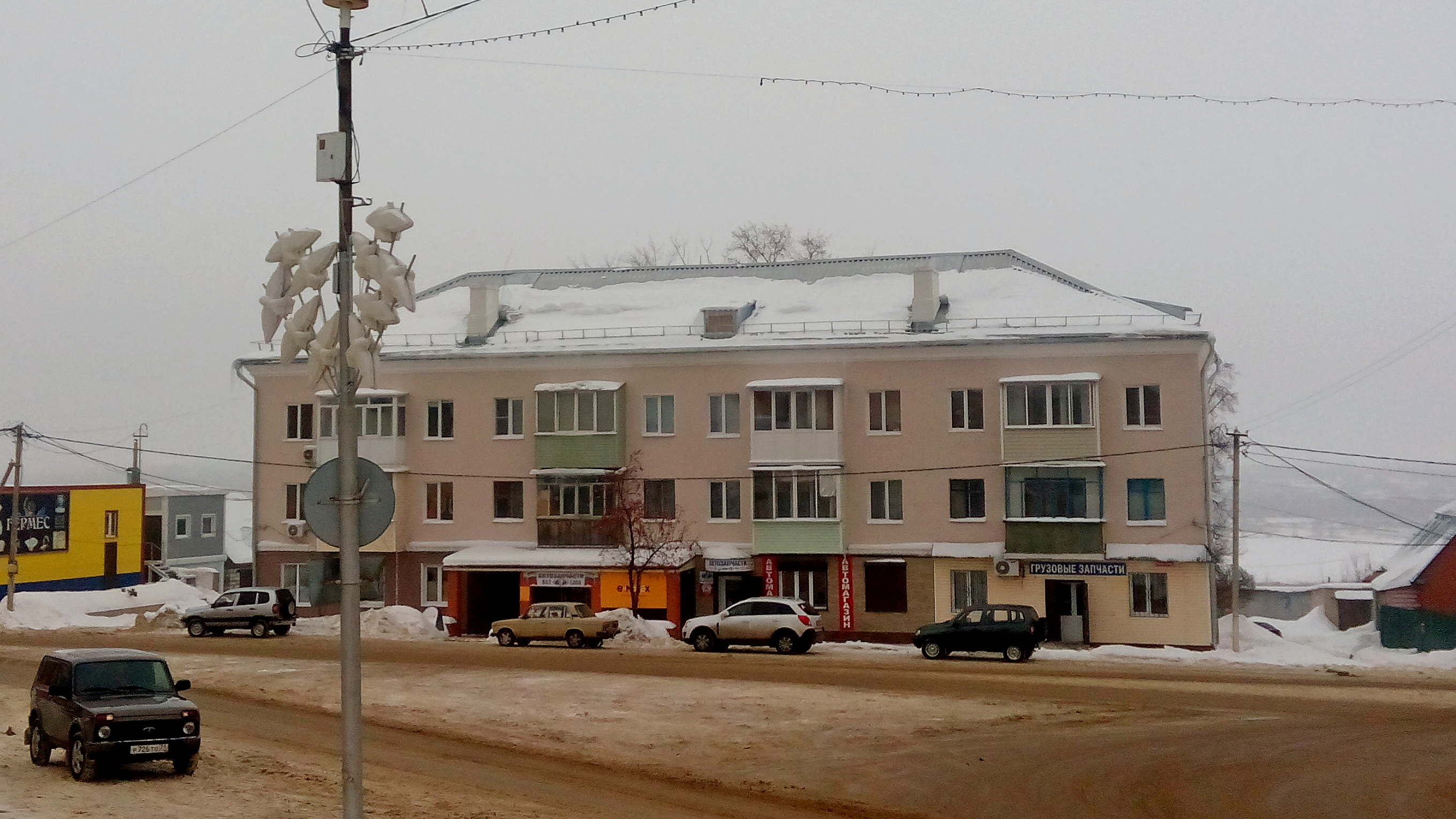
Жилой дом на Красной площади